# Métro Paris
Métro Paris (hay gọi là Métro de Paris hoặc Métro parisien) là hệ thống tàu điện ngầm phục vụ thành phố và vùng đô thị Paris. Tính cho đến năm 2007, hệ thống này có 16 tuyến, phần lớn chạy ngầm dưới đất, với tổng chiều dài 213 km. Métro Paris là một trong những biểu tượng của thủ đô nước Pháp, đặc trưng bởi mạng lưới các tuyến dày đặc, mật độ sử dụng cao và các bến tàu điện ngầm được trang trí theo phong cách Art nouveau.
Tuyến tàu điện ngầm đầu tiên của thành phố Paris được khánh thành nhân dịp Triển lãm thế giới 1900. Trong suốt những thập niên đầu thế kỷ 20, hệ thống Métro Paris phát triển mạnh mẽ, cho đến khi Chiến tranh thế giới thứ hai bùng nổ. Sau một giai đoạn hoạt động trầm lắng trong "những thập niên của ô tô" (décennies voitures, 1950-1970), nhiều tuyến tàu điện ngầm đã tiếp tục được kéo dài ra vùng ngoại ô thành phố. Trong nội ô, các tuyến và trạm đã trở nên dày đặc đã khiến một thời gian dài Métro Paris không có thêm tuyến mới. Cho tới tận tháng 10 năm 1998, tuyến số 14, mới nhất của Métro Paris, được khánh thành. Khác với các tuyến trước đó, tuyến 14 được tự động hóa hoàn toàn.
Hiện nay hệ thống Métro Paris phục vụ việc đi lại cho khoảng 4,5 triệu lượt người mỗi ngày. Vào năm 2005, Métro Paris có tổng cộng 1,365 tỷ lượt hành khách. Tổng số Métro Paris có 298 bến, trong đó có 62 bến giao từ 2 tuyến trở lên. Về lượng hành khách vận chuyển, Métro Paris đứng thứ 4 thế giới sau các hệ thống tàu điện ngầm ở Moskva, Tokyo và Thành phố Mexico. Tính tổng chiều dài các tuyến, Métro Paris xếp thứ 7 thế giới sau các hệ thống Tàu điện ngầm Luân Đôn, New York, Seoul, Tokyo, Moskva và Madrid. Tuy vậy tính về tổng số bến tàu điện ngầm thì Métro Paris xếp thứ 3 thế giới, chỉ sau Hệ thống tàu điện ngầm Thành phố New York và Tàu điện ngầm Seoul.
Métro Paris là một phần của mạng lưới giao thông công cộng của Paris và vùng Île-de-France, gồm các hệ thống đường sắt RER, Transilien, tàu điện và các xe buýt. Công ty chịu trách nhiệm vận hành Métro Paris là RATP, Công ty quản lý giao thông công cộng Paris. RATP cũng là công ty quản lý một phần hệ thống RER cùng toàn bộ xe buýt Paris, một phần các xe buýt ngoại ô và 3 trên 4 tuyến tàu điện của Île-de-France. Tài chính của Métro Paris được STIF quản lý, cũng là đơn vị chịu trách nhiệm quy hoạch và phát triển hệ thống giao thông công cộng của vùng Île-de-France.

## Mạng lưới

Sơ đồ các tuyến tàu điện ngầm và RER của Paris

Để đảm bảo việc đi lại của người dân Paris được thuận tiện nhất, Métro Paris ở nội ô có các trạm dừng ở rất gần nhau. Khoảng cách trung bình giữa 2 bến là 548 m, riêng tuyến 3bis khoảng cách này là 325 m, còn tuyến 14 là 1 km, tất cả tạo thành một mạng lưới dạng bàn cờ xếp sát nhau phía dưới lòng thành phố. Ở ngoại ô, khoảng cách giữa các điểm dừng của cả Métro Paris và RER khá xa nhau. Giới hạn về tốc độ cũng khiến việc đi từ vành đai lớn vào trong trung tâm thành phố tốn nhiều thời gian.
Trong tổng số 212 km đường của Métro Paris, có 197 km chạy ngầm dưới đất. Các đoạn chạy nổi thường là các cầu cạn trong nội thành (của tuyến 2, tuyến 5 và tuyến 6) và các đoạn kéo dài ở ngoại vi Paris, nằm trên mặt đất (của tuyến 5, tuyến 8 và tuyến 13). Do đặc điểm địa chất không thuần nhất của Paris nên các đường tàu điện ngầm thường nằm khá sát mặt đất, trừ các tuyến chạy ngầm dưới các ngọn đồi của Paris như Montmartre, Ménilmontant. Đây là lý do khiến các tuyến Métro Paris phải xây dựng dọc theo các trục đường chính làm cho một số tuyến chạy khá ngoằn ngoèo. Tuy bán kính tối thiểu của các đoạn cong của Métro Paris được quy định là 75 m, rất nhỏ so với hệ thống đường sắt thế giới, nhưng một số điểm của tuyến Métro Paris còn có bán kính cong nhỏ hơn, đặc biệt là ở các bến Bastille, Notre Dame de Lorette.
Đường ray của hai hướng thuộc cùng một tuyến tàu điện ngầm thường chạy chung trong một đường hầm duy nhất và các đoàn tàu của Métro Paris đều chạy bên tay phải, ngược với các tàu thuộc hệ thống đường sắt SNCF. Khoảng cách trục của các đường ray là 1,435 m (khoảng cách tiêu chuẩn). Dòng điện một chiều được cung cấp cho các đoàn tàu bởi một đường ray thứ 3 với hiệu điện thế 750 volt.
Cỡ toa tàu của Métro Paris là khá hẹp, 2,4 m, nhỏ hơn so với tàu điện ngầm của Lyon, 2,8 m. Sức chứa mỗi đoàn tàu khoảng 600 hành khách, riêng các tuyến 1, 4 và 14 lên đến 700, nhỏ hơn nhiều nếu so với con số 2600 của các tàu MI 2N tuyến RER A. Một trong những điểm đặc biệt của Métro Paris là các tàu điện ngầm bánh hơi được vận hành ở các tuyến 1, 4, 6, 11 và 14. Trên mỗi tuyến, số toa của các đoàn tàu thường như nhau, khoảng từ 3 đến 6, thông dụng nhất là 5 toa. Riêng tuyến mới 14 có thể tới 7 hoặc 8 toa.
Trừ hai tuyến 7 và 13, các tuyến còn lại của Métro Paris chỉ có 2 điểm đầu cuối (terminus). Thông thường, các đoàn tàu sẽ dừng lại ở tất cả các bến trên tuyến. Một vài bến đặc biệt đóng cửa ngày chủ nhật và sau 8 giờ tối. Ngoài ra là các bến đóng cửa để bảo dưỡng, sửa chữa với thời gian thường vào 3 tháng mùa hè.

 

## Bến métro

### Đặc điểm

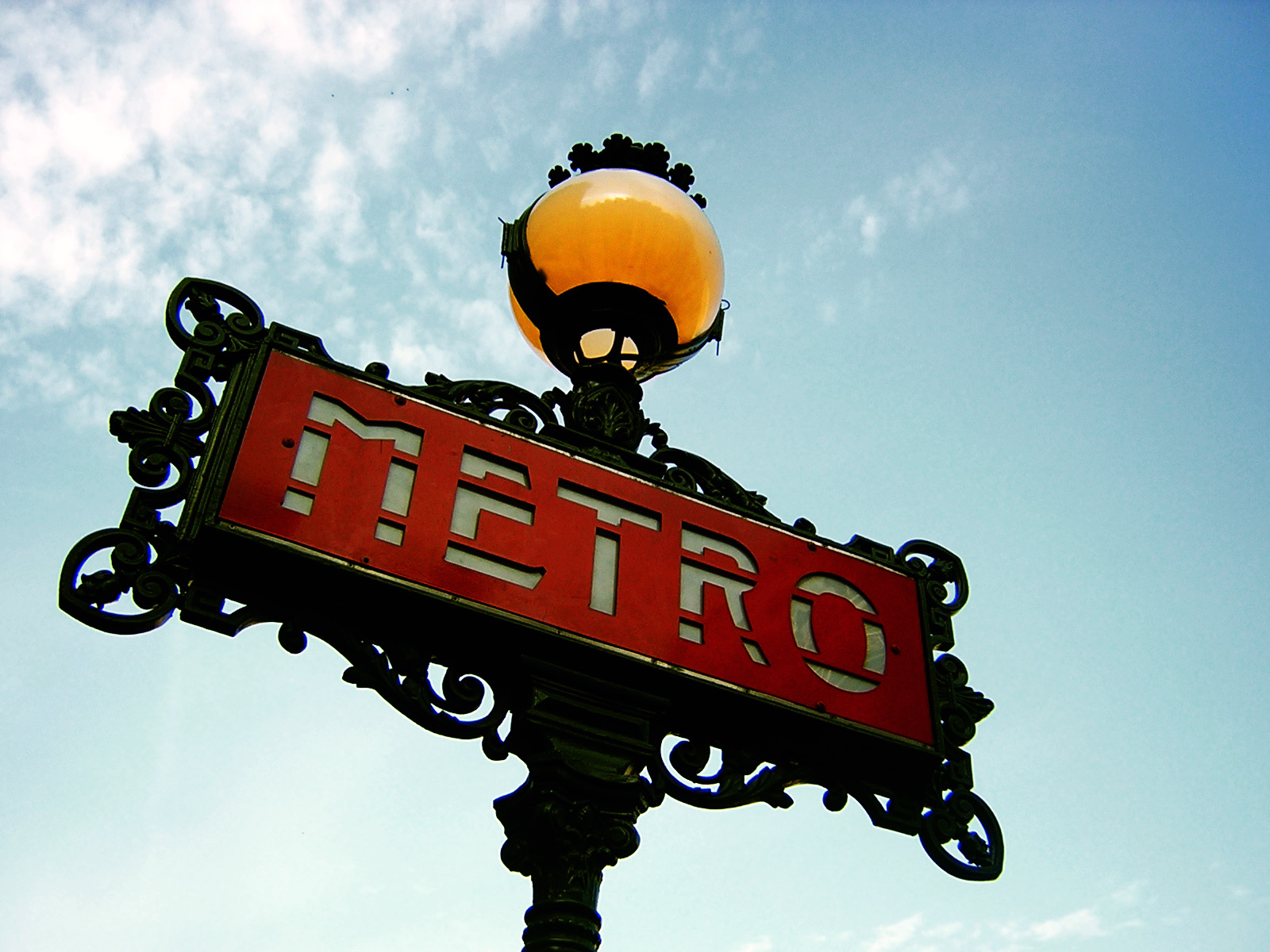
Biển hiệu đặc trưng của Métro Paris

Các bến métro thường nằm ngầm dưới đất và có 2 làn (voie) cho 2 hướng chạy của tuyến, ở hai bên là các kè rộng 4 mét. Chỉ riêng khoảng 50 bến không theo cách bố trí trên. Đó là các bến cuối kiểu cũ thường gồm một kè ở giữa với 2 làn hai bên (bến Porte Dauphine), hoặc 3 làn xen kẽ bởi 2 kè (bến Porte d’Orléans), có trường hợp lên tới 4 làn xen kẽ (bến Château de Vincennes). Cũng có những bến chỉ có 1 làn do chúng bị ngăn cách bởi các vòm (bến Saint-Georges) hoặc nằm ở các đoạn đường vòng (bến Église d'Auteuil).
Chiều dài chuẩn của bến métro được quy định năm 1900 là 75 m với bến thông thường, 90 m cho các bến nằm trên tuyến nhiều người qua lại (các tuyến 1, 3, 7, 8, 9). Một số bến chiều dài có thể lên tới 105 m. Các bến thường được xây kiểu mái vòm nhưng nếu không gian quá hẹp thì phần vòm được thay bằng tấm kim loại, như bến Concorde trên đường 1. Một số bến do công ty Tàu điện ngầm Bắc Nam Paris trước đây xây dựng có vòm cao hơn hẳn để trang bị hệ thống cáp cung cấp điện cho tàu. Trong giai đoạn đầu phát triển hệ thống, một số bến được xây trên các cầu cạn. Các bến nổi này được che bởi các tấm lợp kim loại, như tuyến 2, hoặc kính, như ở tuyến 6. Tuyến mới nhất của Métro Paris, tuyến 14, được xây dựng khác biệt so với các tuyến có trước nó. Các bến trên tuyến 14 có kè dài tới 120 m với trần cao, độ rộng kè cũng lớn gấp đôi so với các kè thông thường.
Trong quá trình phát triển, một số bến métro của hệ thống Métro Paris đã không còn được sử dụng, chúng được gọi là các "bến ma" (station fantôme).

### Trang trí

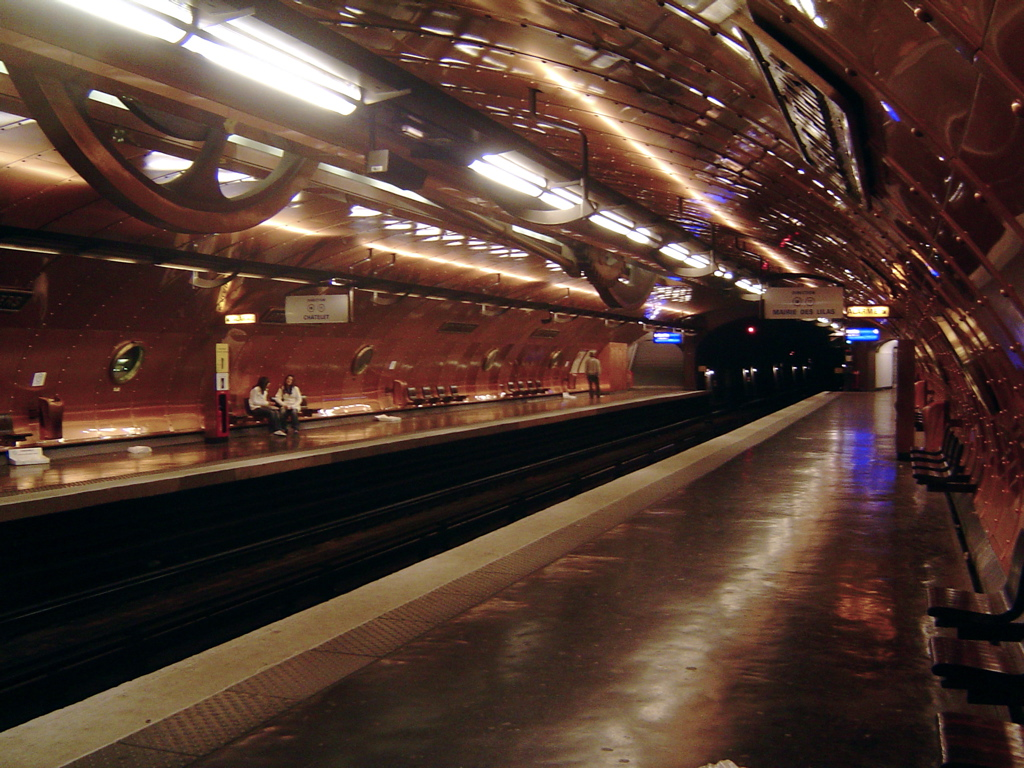
Bến Arts et Métiers lấy cảm hứng từ con tàu ngầm của thuyền trưởng Nemo

Các bến Métro Paris được đặc trưng bởi trang trí đồng nhất, phong cách Art nouveau, được lựa chọn từ năm 1900. Ngay cả trong những lần tu sửa và mở rộng sau này phong cách đó vẫn được tôn trọng. Các vách và trần bến thông thường được lát bằng các viên gạch sành hình vuông hoặc chữ nhật nhỏ màu trắng. Đây là vật liệu giúp việc chiếu sáng các bến tàu điện ngầm vào đầu thế kỷ 20 được hiệu quả hơn. Một số bến được trang trí cầu kì hoặc có phong cách rất khác biệt, thường là các bến nằm gần công trình quan trọng, và trong nhiều trường hợp, bến được đặt tên theo công trình đó.
- Bến Louvre-Rivoli tuyến 1 mang tên phố Rivoli và Bảo tàng Louvre. Bến được trang trí bằng những bảo sao các tác phẩm nổi tiếng của Bảo tàng Louvre, trưng bày trong các hốc tường được chiếu sáng.
- Bến Arts et Métiers tuyến 11, vốn mang tên của Bảo tàng Kỹ nghệ Paris (Musée des arts et métiers), được phủ một lớp đồng có rãnh lấy cảm hứng từ con tàu ngầm của thuyền trưởng Nemo.
- Bến Pont Neuf tuyến 7 đặt theo tên cây cầu Pont Neuf. Nằm gần La Monnaie de Paris, cơ quan phụ trách việc in ấn tiền của Pháp, bến Pont Neuf trưng bày lịch sử của tiền tệ.
- Bến Bastille tuyến 1 mang tên ngục Bastille nổi tiếng, vị trí ngày nay là quảng trường Bastille. Bến được trang trí các hình vẽ mô tả lại sự kiện chiếm ngục Bastille.
- Bến Hôtel de Ville tuyến 1 mang tên Tòa thị chính Paris (tiếng Pháp: Hôtel de Ville) và được trang trí các hình ảnh về lịch sử thành phố Paris.
- Bến Cluny - La Sorbonne tuyến 10 mang tên của Sorbonne và dinh thự Cluny, nơi ngày nay là Bảo tàng Quốc gia Trung Cổ. Nằm tại khu phố La Tinh, trần bến Cluny - La Sorbonne được trang trí bởi chữ ký những danh nhân của khu phố.
- Bến Concorde tuyến 12, đặt theo quảng trường cùng tên, được phủ kín bằng các chữ cái trích từ Bản tuyên ngôn Nhân quyền và Dân quyền 1789, mỗi một chữ cái được đính vào một ô gạch sành.
- Bến Basilique de Saint-Denis tuyến 13 được trang trí bằng các kính màu. Phía trên bến là nhà thờ lớn Saint-Denis.
- Bến Parmentier tuyến 3 mang tên nhà nông học Antoine Parmentier. Tên bến cùng gần với parmentière, một từ cổ, có nghĩa là củ khoai tây. Bến Parmentier được trang trí bằng các bức tranh mô tả quá trình trồng khoai tây ở Pháp.

Ngay từ khi hình thành Métro Paris, tường của các bến métro đã được tận dụng dành cho quảng cáo. Các tờ quảng cáo được dán trong các ô có viền trang trí và ký hiệu hãng khai thác. Sau Chiến tranh thế giới thứ hai, việc thay thế hệ thống chiếu sáng bằng đèn nê-ông, các ô quảng cáo được thay thế bằng các khung quảng cáo tiêu chuẩn. Từ năm 1948 đến năm 1967 đã có 73 bến được trang bị loại khung mới này. Ngày nay mọi không gian của Métro Paris đều được tận dụng để quảng cáo. Tùy thuộc vị trí, những quảng cáo này mang các kích cỡ khác nhau. Loại phổ biến nhất và rộng nhất nằm tại các kè, nơi hành khách đợi tàu. Những quảng cáo khác thường nhỏ hơn, nằm trên các đường đổi tuyến, gần quầy bán vé, trong toa tàu...

### Các công trình khác
Lối vào của các bến métro Paris thời kì đầu được thiết kế theo phong cách Art nouveau do kiến trúc sư Hector Guimard đề xuất năm 1899 với nhiều mẫu khác nhau. Mẫu A, thường được dùng nhất, bao gồm một mái che lợp kính hình bầu dục, như bến Abbesses. Mẫu B là một mái che hình chữ V ngược, bến Porte Dauphine và Châtelet. Mẫu nổi tiếng nhất chỉ bao gồm một lan can bằng gang được uốn thành hình ống theo mẫu hình cây cỏ, phía trên có gắn tấm biển đề "Métropolitain", chữ đầy đủ của "métro". Hiện nay có khoảng 86 lối vào "kiểu Guimard". Một mẫu gốc đã được tặng cho Métro Montréal và được đặt tại bến Square-Victoria của Métro Montréal. Các mẫu này cũng được mô phỏng lại tại nhiều thành phố khác trên thế giới.
Năm 1903, để xây dựng bến Opéra, người ta đã thiết kế mẫu lối vào bằng đá kiểu cổ điển. Mẫu này sau đó được sử dụng cho các bến đẹp nhất của Paris như Étoile, Franklin-Roosevelt, République. Từ năm 1904 các mẫu lối vào dần dần bị đơn giản hoá. Trong thập niên 1970 người ta bắt đầu sử dụng các cổng vào bằng inox tại các khu thương mại lớn.
Ở lối vào của các bến thường có ít nhất một quầy bán vé và các máy tự động. Quá trình soát vé được tự động hoá bằng các cửa có rào chắn, chỉ mở khi khách đã cho vé vào máy. Với các bến nằm ở gần nhau thường có các hành lang nối liền để tạo thành các ga lớn. Các hành lang này ở những ga trung tâm như Saint-Lazare, Montparnasse - Bienvenüe, Châtelet thường rất dài và bao gồm nhiều cầu thang lên xuống, đôi khi người ta trang bị thang máy hoặc các băng chuyền để giảm thời gian đi lại cho người chuyển tuyến.

 
|                               |                    |                               |                                    |
| Bến Square-Victoria, Montréal | Bến Picoas, Lisboa | Bến Van Buren Street, Chicago | Bến Bellas Artes, Thành phố Mexico |

### Các "bến ma"
Trong hơn 100 năm hoạt động, sự thay đổi quy hoạch chung và các sự kiện lịch sử đã dẫn đến việc nhiều bến métro bị bỏ hoang hoặc biến mất trên bản đồ. Các bến này được gọi là các "bến ma" (station fantôme). Các "bến ma" nổi tiếng nhất là Arsenal tuyến 5, Porte Molitor tuyến 9 và 10, Haxo tuyến 3bis và 7bis...

## Lịch sử

### Giai đoạn phôi thai

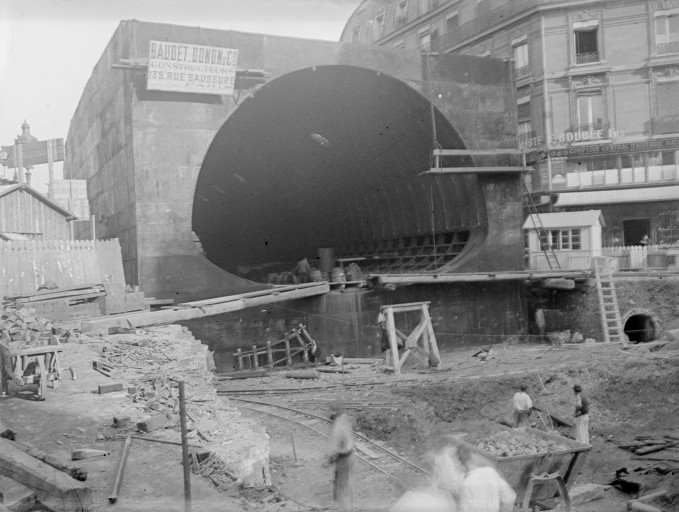
Công trường xây dựng Métro Paris

Từ năm 1845, chính quyền thành phố Paris và các công ty đường sắt bắt đầu dự định thành lập một hệ thống đường sắt trong nội đô thành phố. Tuy vậy ý tưởng của hai bên lại đối lập nhau. Chính quyền thành phố muốn xây dựng một hệ thống đường sắt chỉ phục vụ cho nhu cầu đi lại của người dân Paris với các bến đỗ gần nhau. Trong khi đó chính phủ Pháp và các công ty đường sắt muốn nối các tuyến ngoại ô bởi các đường xuyên thành phố và một đường vòng, đảm bảo sự lưu thông giữa các ga lớn của Paris khi đó (Saint-Lazare, Nord, Est, Bastille, Lyon, Austerlitz, Invalides và Montparnasse) và phục vụ nhu cầu đi lại ở vùng trung tâm thành phố. Về mặt kỹ thuật, hai giải pháp đối lập được đưa ra khi đó là tàu đường sắt trên cao và tàu đường sắt ngầm. Phương án tàu đường sắt trên cao, giống các tuyến tàu điện đầu tiên của Thành phố New York, bị nhiều người phản đối vì cho rằng nó sẽ phá vỡ cảnh quan của thành phố. Trong khi đó dự án tàu điện ngầm lại gây lo ngại về sự an toàn và sức khoẻ cho hành khách. Trong khoảng thời gian từ 1856 đến 1890, nhiều dự án đã được lập ra nhưng đều không mang lại kết quả.
Trong khi Paris còn đang phân vân thì Luân Đôn và New York, vốn cũng gặp phải những vấn đề tương tự, đã nhanh chóng thiết lập hệ thống đường sắt nội thị bằng cách kéo dài hệ thống đường sắt đi vào thành phố, tiếp đó thiết lập một hệ thống đường sắt riêng với cỡ tàu khác. Luân Đôn khánh thành hệ thống đường sắt nối các ga chính của thành phố vào năm 1863 với các tàu chạy bằng hơi nước, và năm 1890 xây dựng xong tuyến đầu tiên của Tàu điện ngầm Luân Đôn, hệ thống tàu chạy ngầm bằng điện với khổ đường riêng. New York đưa vào hoạt động hệ thống đường sắt chạy bằng tàu hơi nước trong thành phố vào năm 1867 với các tàu chạy trên những tuyến cầu cạn xây bằng kim loại. Còn tuyến tàu điện ngầm đầu tiên của thành phố khánh thành năm 1902. Năm 1896 đến lượt thành phố Budapest thành lập tuyến tàu điện chạy ngầm đầu tiên của hệ thống Földalatti.
Sự xuống cấp của điều kiện giao thông trong thành phố, những tiến bộ của các thủ đô nước ngoài và việc đăng cai Triển lãm thế giới 1900 đã buộc chính quyền Paris phải đẩy nhanh kế hoạch xây dựng hệ thống tàu điện ngầm theo ý đồ của chính mình. Chính phủ Pháp và các công ty đường sắt cuối cùng cũng phải nhượng bộ và bắt đầu hợp tác với Paris để triển khai dự án. Ngày 20 tháng 4 năm 1896, bản kế hoạch tổng thể của Fulgence Bienvenüe và Edmond Huet được thông qua. Sắc lệnh về việc thành lập hệ thống đường sắt đô thị (chemin de fer métropolitain) được công bố ngày 30 tháng 3 năm 1898, theo đó một hệ thống gồm 6 tuyến với 3 tuyến bổ sung sẽ được xây dựng. Công trình được khởi công ngày 4 tháng 10 năm 1898 theo bản thoả thuận được ký giữa Toà thị chính Paris và Công ty đường sắt đô thị Paris (Compagnie du chemin de fer métropolitain de Paris - CMP), công ty tư nhân của nam tước người Bỉ Édouard Louis Joseph Empain. Theo hồ sơ kỹ thuật, hệ thống tàu điện ngầm Paris (Métro de Paris) sẽ nằm ngầm dưới đất, sử dụng các tàu chạy điện có khoảng cách trục (écartement) tiêu chuẩn và khổ đường (gabarit) 2,4 m, khác so với khổ đường của các tàu đường sắt thông thường. Métro Paris sẽ không phát triển mạng lưới vượt quá các cửa ô Paris. Các tiêu chuẩn khác của Métro Paris là độ dốc đường không được vượt quá 40mm/m, bán kính đoạn cong không được nhỏ hơn 75 m, độ dài bến dừng là 75 m, sau được mở rộng lên 90 m (cho tuyến 1 và tuyến 4) và 105 m.

### Tuyến đường đầu tiên

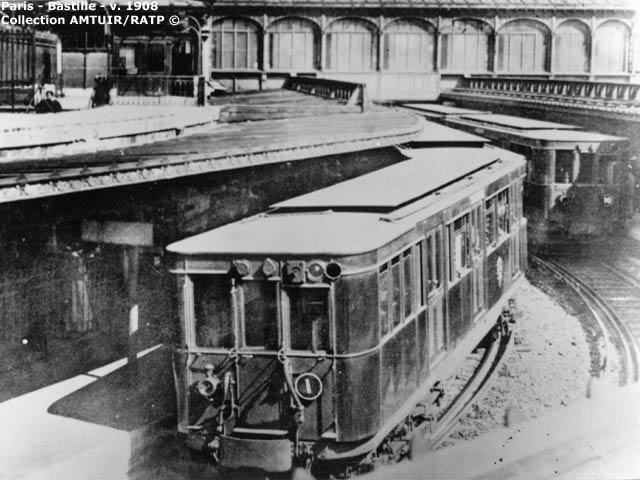
Các đoàn tàu thế hệ Sprague-Thomson, thế hệ tàu điện ngầm thực sự đầu tiên của Paris

Kế hoạch xây dựng đầu tiên của Métro Paris bao gồm một tuyến vòng Étoile-Nation-Étoile và hai tuyến thẳng Bắc-Nam (Porte de Clignancourt-Porte d’Orléans), Đông-Tây (Đại lộ Gambetta - Porte Maillot).
Để xây dựng công trình, ba biện pháp kỹ thuật được sử dụng: Các phần đường hầm nằm gần mặt đất được thi công bằng cách đào thẳng từ mặt đường; với các phần nằm sâu, biện pháp dùng các khung chống di động (bouclier) đã tỏ ra ít hiệu quả do sự phức tạp của địa chất Paris; biện pháp cuối cùng, cổ điển nhất nhưng lại trở thành thông dụng, là sử dụng các hầm gỗ tương tự trong kỹ thuật mỏ. Tuyến đầu tiên của Métro Paris được xây trong thời gian kỷ lục, từ 30 tháng 3 năm 1898 đến 19 tháng 7 năm 1900.
Tuyến số 1, Porte de Vincennes - Porte Maillot được chính thức mở cửa ngày 19 tháng 7 năm 1900 để phục vụ cho các hoạt động của Thế vận hội mùa hè 1900 được tổ chức tại rừng Vincennes. Các cổng vào của bến đợi tuyến tàu điện ngầm đầu tiên này được Hector Guimard thiết kế theo phong cách Art nouveau. Trong giai đoạn đầu Métro Paris không được quảng cáo rộng rãi vì công ty CMP muốn lưu lượng khách tăng từ từ. Tuy vậy người dân Paris vẫn nhanh chóng bị cuốn hút bởi phương tiện giao thông mới mẻ và tiện lợi này. Métro Paris vì vậy phát triển nhanh chóng, chỉ trong 2 năm số toa của các đoàn tàu đã phải tăng từ 3 lên 8 toa trên các đoạn đông hành khách.
Ngày 31 tháng 1 năm 1904 một bản thoả thuận thứ hai được thành phố Paris ký với Công ty xe điện ngầm Bắc-Nam Paris (Société du chemin de fer électrique souterrain Nord-Sud de Paris - Nord-Sud), theo đó công ty này sẽ xây dựng tuyến tàu điện ngầm thứ hai nối Montmartre (nay là Notre-Dame de Lorette) với Porte de Versailles. Công trình này khởi công ngày 4 tháng 11 năm 1910. Hai công ty CMP và Nord-Sud tồn tại độc lập cho đến năm 1929 thì Nord-Sud hợp nhất vào CMP. Trước đó, tuy sử dụng kỹ thuật tương thích với nhau nhưng các tuyến của CMP và Nord-Sud được trang trí khác nhau kể cả về các đoàn tàu, bến đỗ, đôi khi hai điểm dừng khác nhau của hai tuyến lại cùng mang một tên, ví dụ bến Grenelle.
Tính cho đến năm 1913, Métro Paris đã có 10 tuyến, 8 của CMP và 2 của Nord-Sud (nay là tuyến 12 và 13). Từ 55 triệu lượt khách năm 1901, Métro Paris đã chuyên chở 467 triệu lượt khách trong năm 1913. Ngay trong thời gian Chiến tranh thế giới thứ nhất mạng lưới vẫn tiếp tục được mở rộng.

### Mở rộng ra ngoại thành

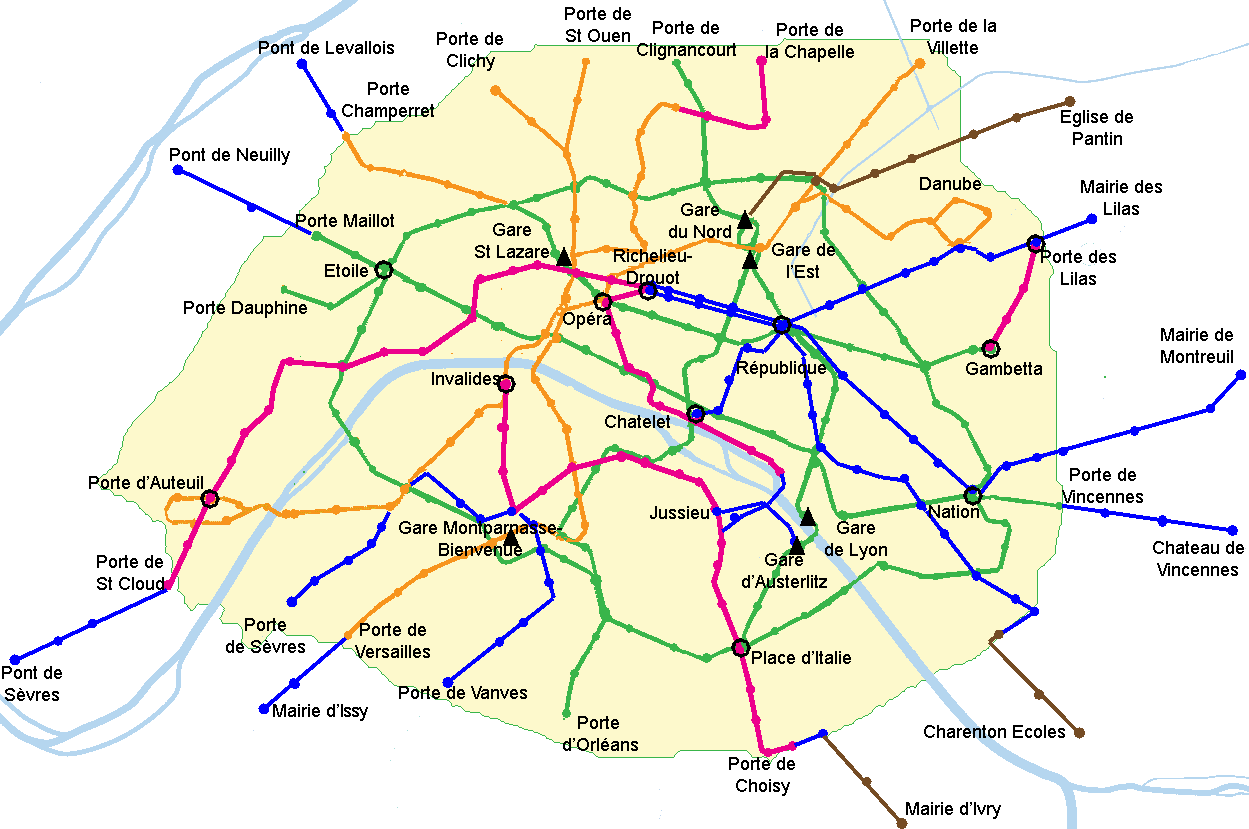
Sự phát triển của Métro Paris đến trước năm 1949

Năm 1929, chính quyền tỉnh Seine quyết định mở rộng mạng lưới Métro Paris ra vùng ngoại thành lân cận để phục vụ nhu cầu đi lại cho 2,5 triệu dân ngoại ô. Sau quyết định này 3 tuyến mới tuyến 9, 10 và 11 được mở.
Năm 1949, sau Chiến tranh thế giới thứ hai, kế hoạch của năm 1929 được tiếp tục bằng việc kéo dài 9 tuyến ra ngoại thành: tuyến 1 kéo ra đến Neuilly ở phía Tây và Vincennes ở phía Đông; tuyến 3 tới Levallois-Perret; tuyến 5 tới Pantin; tuyến 7 tới Ivry; tuyến 9 tới Boulogne-Billancourt; tuyến 11 tới Les Lilas và tuyến 12 đến Issy-les-Moulineaux.
Ngày 1 tháng 1 năm 1942, CMP hợp nhất với Công ty giao thông công cộng vùng đô thị Paris (Société des transports en commun de la région parisienne - STCRP) vốn khi đó quản lý các loại hình giao thông công cộng trên mặt đất. STCRP đến năm 1949 thì thuộc quyền quản lý của Công ty quản lý giao thông công cộng Paris (Régie autonome des transports parisiens - RATP) được thành lập bởi luật ra ngày 23 tháng 3 năm 1948. Hiện nay RATP vẫn là công ty quản lý Métro Paris cùng hệ thống xe buýt nội ô và một phần ngoại ô, thang máy Montmartre, 3 trên 4 tuyến xe điện của Paris, một phần tuyến A và B của RER.

### Sau năm 1949

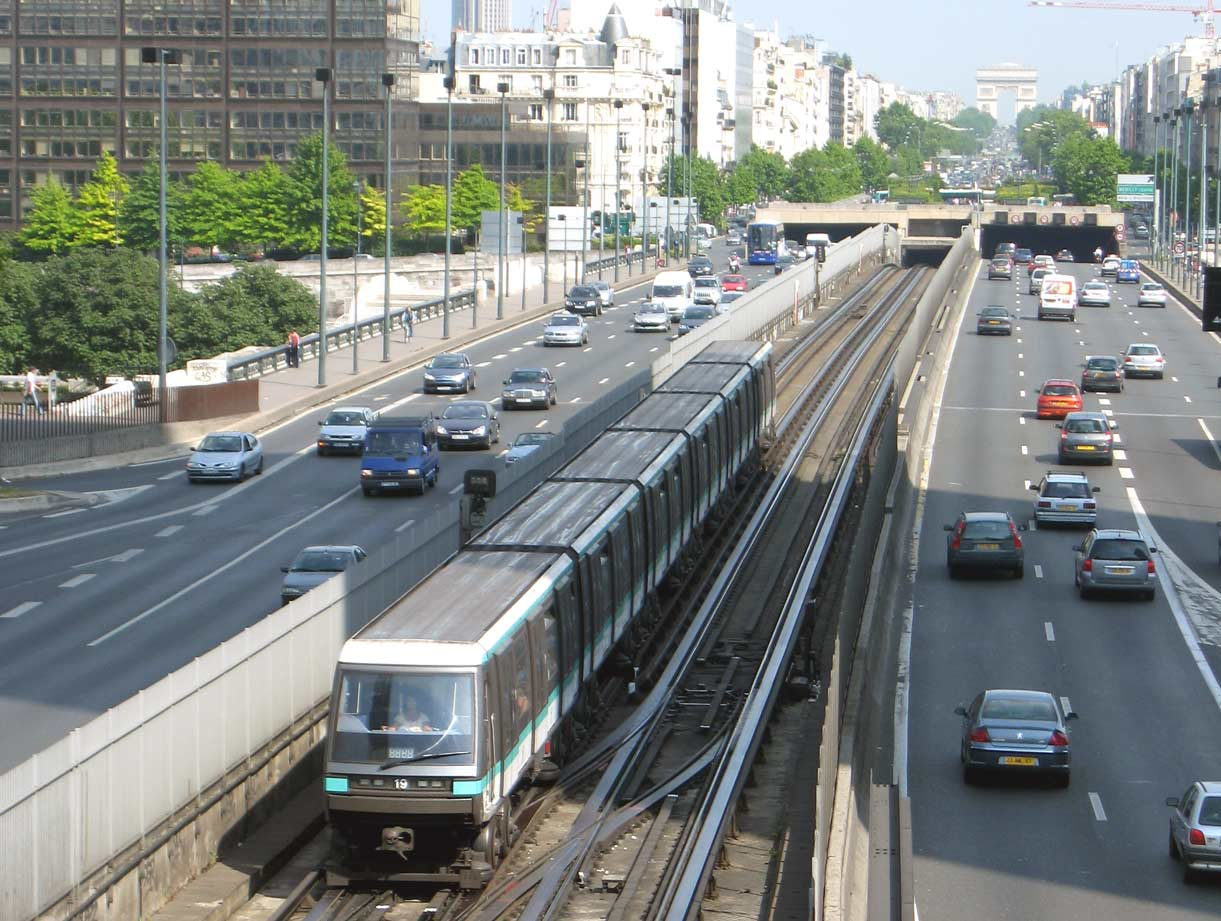
Mở rộng tuyến 1 về hướng La Défense: MP89 trên cầu Neuilly

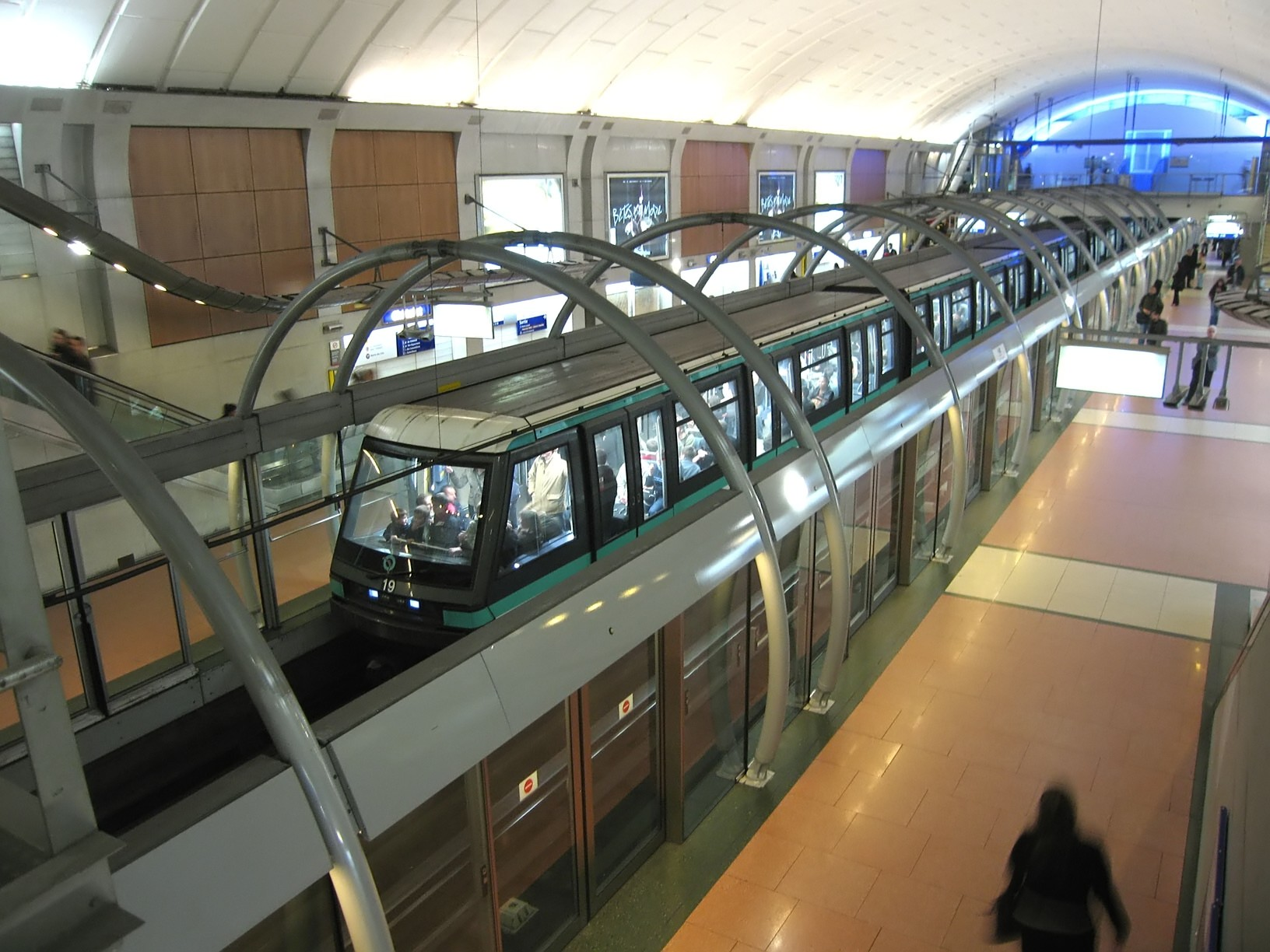
Tuyến 14 tại Châtelet

Giai đoạn từ 1952 đến 1972 là thời kỳ đen tối của Métro Paris khi các phương tiện giao thông cá nhân được người dân Paris ưa chuộng. Chính quyền cũng không còn coi trọng hệ thống tàu điện ngầm khiến trong suốt 20 năm mạng lưới hầu như không được đầu tư mở rộng. Thay đổi đáng chú ý của giai đoạn này chỉ là việc đưa vào sử dụng các tàu điện ngầm có khớp và tàu điện ngầm bánh hơi (MP53 và MP59). Từ năm 1962, tuyến A của RER, hệ thống đường sắt của vùng Île-de-France, bắt đầu đưa vào hoạt động. Đây là sự bổ sung cho Métro Paris trong việc phục vụ nhu cầu của cư dân ngoại thành.
Năm 1969, các đoàn tàu thế hệ mới MF67 bắt đầu thay thế cho các đoàn tàu Sprague lạc hậu. Đến năm 1983 thì Sprague bị loại bỏ hoàn toàn. Tuyến 3 cũng bắt đầu được trang bị các đoàn tàu phát động đồng thời (tất cả các toa đều có động cơ phát động) cho phép tăng tốc nhanh hơn. Kỹ thuật này sau đó đã bị loại bỏ. Từ năm 1978, các đoàn tàu thế hệ mới MF77 được tổ chức hợp lý hơn và cho phép phục vụ các tuyến kéo dài ra ngoại ô với vận tốc nhanh nhất. Từ năm 1969 đến năm 1973, việc soát vé thủ công bằng bấm vé dần được thay thế hoàn toàn bằng các cửa quay (tourniquet).
Năm 1967, tuyến 7 của Métro Paris được tách, lập thêm tuyến phụ 7bis. Đến năm 1971 tới lượt 3bis được tách ra từ tuyến 3. Một số tuyến cũ cũng tiếp tục được kéo dài từ năm 1967.
| Năm  | Tuyến | Đoạn mở rộng                                   |
| ---- | ----- | ---------------------------------------------- |
| 1971 | 3     | Gambetta — Galliéni                            |
| 1973 | 8     | Charenton-Écoles — Créteil-Préfecture          |
| 1976 | 13    | Carrefour-Pleyel — Saint-Denis-Basilique       |
| 1976 | 13    | Porte de Vanves — Chatillon                    |
| 1979 | 7     | Porte de la Villette — Fort d’Aubervilliers    |
| 1980 | 13    | Porte de Clichy — Gennevilliers                |
| 1981 | 10    | Porte d’Auteuil — Pont de Saint-Butt           |
| 1982 | 7     | Maison Blanche — Le Kremlin-Bicêtre            |
| 1985 | 5     | Église de Pantin — Bobigny-Pablo Picasso       |
| 1985 | 7     | Le Kremlin-Bicêtre — Villejuif-Louis Aragon    |
| 1987 | 7     | Fort d’Aubervilliers — La Courneuve            |
| 1992 | 1     | Pont de Neuilly — La Défense                   |
| 1998 | 13    | Saint-Denis-Basilique — Saint-Denis-Université |

### Tuyến 14 hình thành
Phải đợi đến ngày 15 tháng 10 năm 1998, Métro Paris mới có thêm một tuyến mới hoàn toàn, tuyến 14. Tuyến đường này chạy từ Bibliothèque François Mitterrand qua Madeleine, Saint-Lazare và cuối cùng là Olympiades. Tuyến 14 là tuyến đầu tiên của Métro Paris được tự động hoá hoàn toàn, các đoàn tàu không có người lái, các cửa cũng đóng mở tự động và đảm bảo tối đa sự an toàn cho hành khách. Các bến đỗ trên tuyến 14 cho phép đón các đoàn tàu có 8 toa, tuy vậy các đoàn tàu vận hành hiện nay thường chỉ có 6 toa. Đây là kết quả của sự hợp tác giữa RATP và công ty Alstom.

## Kế hoạch phát triển
Hiện nay mạng lưới tàu điện ngầm Paris phát triển với tốc độ khá chậm. Lý do đầu tiên là sự cắt giảm đầu tư của chính quyền. Một phần khác do mật độ tuyến và bến đỗ tại trung tâm Paris đã quá lớn trong khi vận tốc và sức chứa của các đoàn tàu điện ngầm ra ngoại ô lại không đáp ứng được nhu cầu của cư dân ngoại thành. Các tàu điện (tramway) từng bị thành phố loại bỏ vào năm 1937, đến năm 1992 được xây dựng, sử dụng trở lại nhờ ưu thế chi phí thấp, sạch sẽ và tiện dụng. Tuy vậy Métro Paris vẫn tiếp tục được đầu tư để đổi mới các đoàn tàu (vốn có tuổi đời trung bình là 25), tăng khả năng chuyên chở của các tuyến có lượng hành khách lớn (1 và 13) và mở rộng ra các vùng ngoại ô theo dự án quy hoạch.
Ngắn hạn

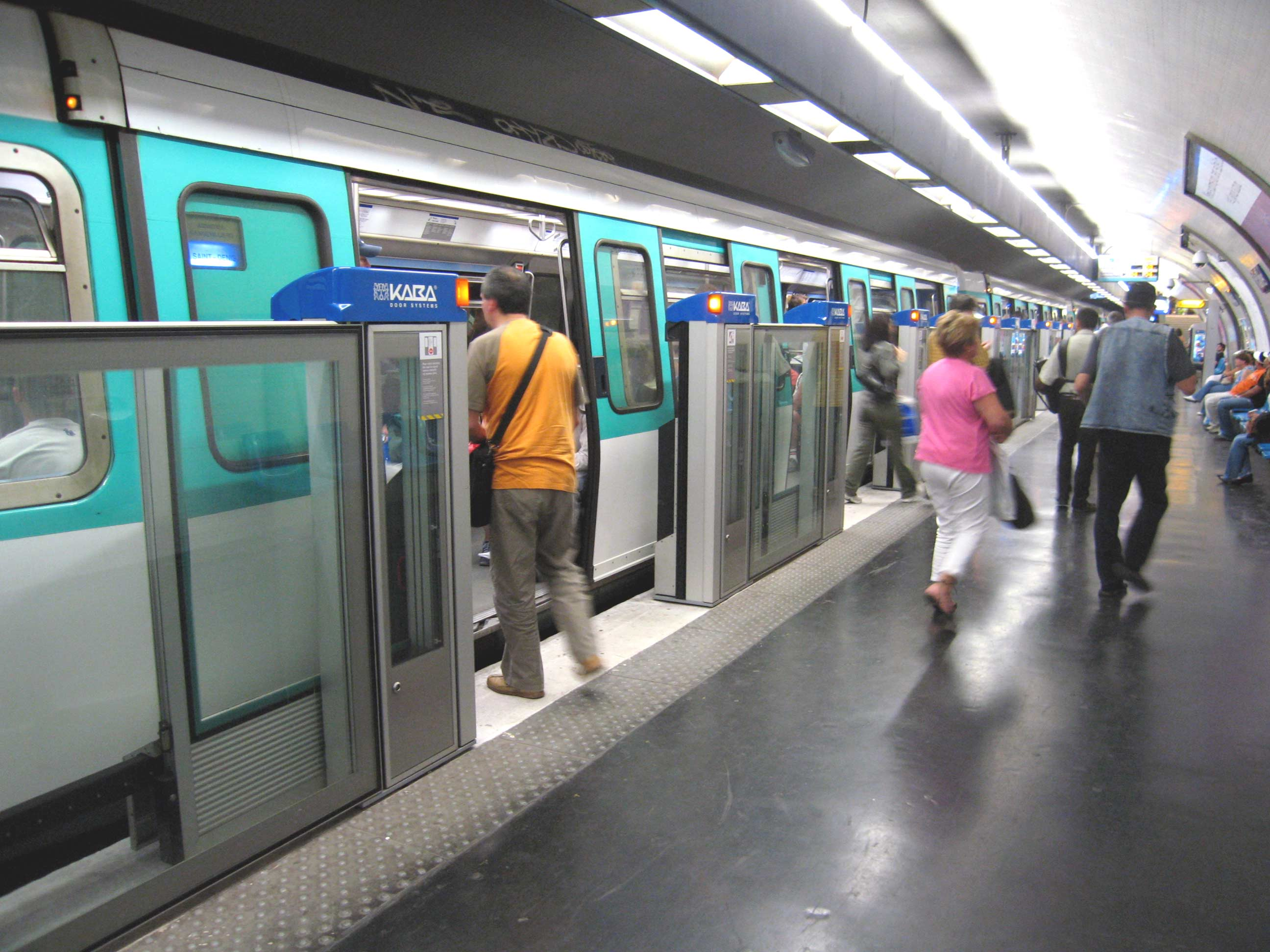
Thử nghiệm các cửa tự động tại bến Invalides

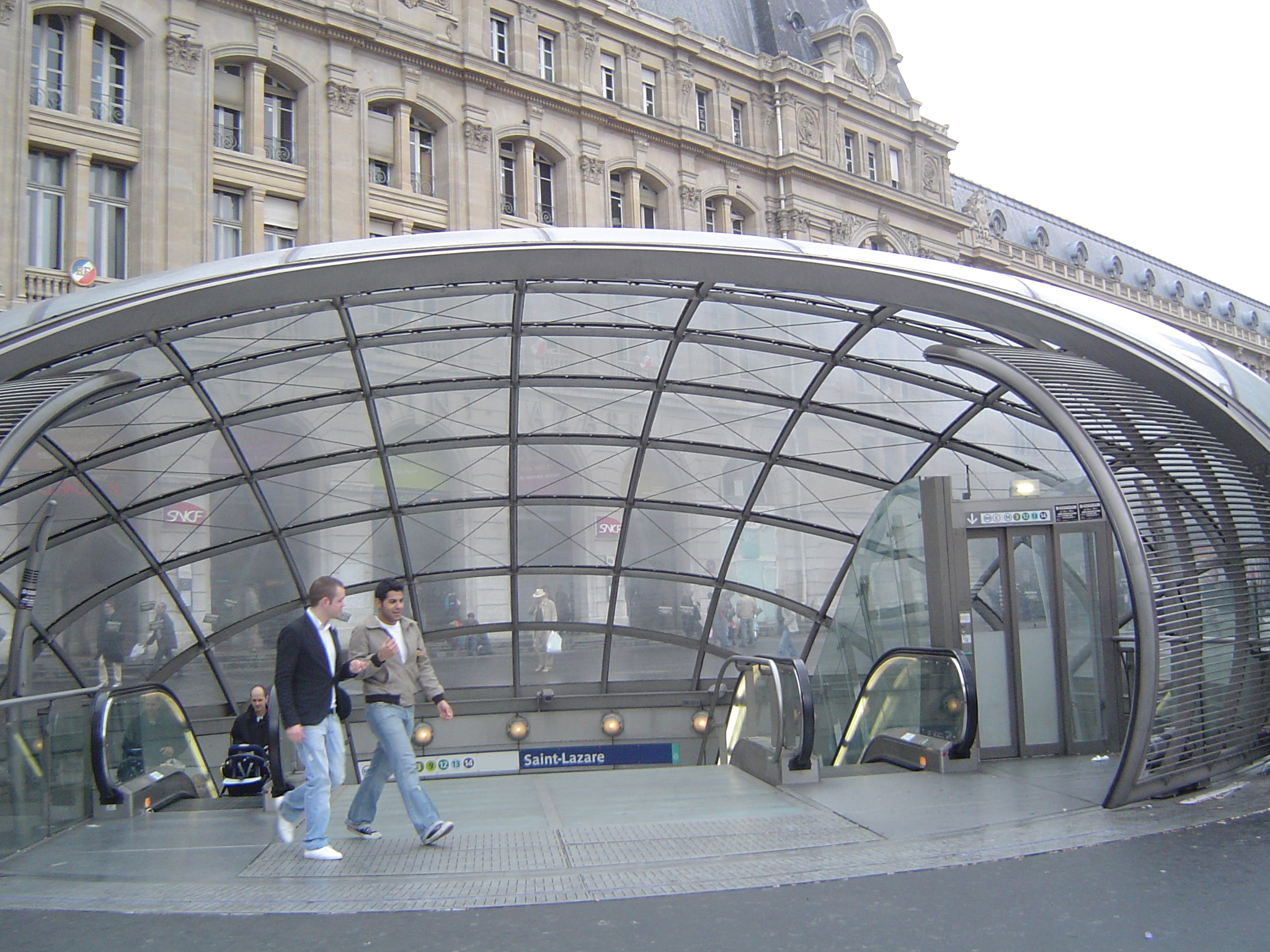
Lối vào bến Saint Lazare

Để tăng khả năng chuyên chở cho tuyến 1 - tuyến có mật độ hành khách lớn nhất - các đoàn tàu và các bến đỗ được tự động hóa. Tuyến 1 sẽ dần được trang bị các đoàn tàu thế hệ mới MP 05 (tương tự tuyến 14) trong khoảng thời gian từ 2008 đến 2010. Kể từ năm 2007 các đoàn tàu thế hệ MF 2000 sẽ được thay thế dần dần cho các đoàn tàu thế hệ MF 67 đang hoạt động trên tuyến 2, 5 và 9. Trên tuyến 4, các đoàn tàu thế hệ MP 59 cũng sẽ được thay thế bằng thế hệ MP 89. Các đoàn tàu điện bánh hơi trên tuyến 6 và tuyến 11 sẽ được thay thế bằng các đoàn tàu không người lái tương tự thế hệ MP 05. Dự kiến cho đến năm 2050 toàn bộ các tuyến 1, 4, 6, 7, 9 và 13 sẽ được tự động hoá hoàn toàn trong việc lái tàu.
Các tuyến khác cũng được xem xét khả năng tăng số chuyến vào giờ cao điểm bằng việc áp dụng hệ thống điều khiển và quản lý các đoàn tàu mới, hệ thống Ouragan. Ouragan sẽ cho phép giảm thời gian giữa hai chuyến tàu liên tiếp tại một bến đỗ từ 105 xuống 90 giây. Song song với việc tăng chuyến, các cửa chờ (porte palière) cũng được lắp đặt để điều chỉnh hợp lý hơn lưu lượng qua lại của các đoàn tàu và qua đó tăng số chuyến.
Việc kéo dài mạng lưới tàu điện ngầm ra ngoại ô do STIF chịu trách nhiệm. Theo đó:
- Tuyến 13: Kéo dài hướng Gabriel Péri / Port de Gennevilliers - Bước 1: Les Courtilles, 2 km đến giữa năm 2008
- Tuyến 12: Kéo dài về hướng Bắc từ cửa Chapelle đến Mairie d’Aubervilliers (3 km).
- Tuyến 8: Kéo dài hướng Créteil-Préfecture / Créteil-Parc des Sports (1,3 km).
- Tuyến 4: Kéo dài hướng Porte d’Orléans / Bagneux (3,2 km).

Dài hạn
Theo dự án quy hoạch của vùng Île-de-France SDRIF được công khai tháng 2 năm 2006 thì một số tuyến tàu điện ngầm sẽ tiếp tục được kéo dài cho đến năm 2030:
- Tuyến 1: Tới Rigollots (Fontenay, 2014 - 2027)
- Tuyến 4: Tới Bagneux (2007 - 2013)
- Tuyến 4: Tới Mairie de Saint-Ouen (2007 - 2013)
- Tuyến 5: Tới Place de Rungis (2021 - 2027)
- Tuyến 7bis: Tới Château-Landon và nối với tuyến 3bis (2007 - 2013)
- Tuyến 7: Tới Bourget RER (2007 et 2013), sau đó là tới dự án đô thị "Thành phố không gian" (Cité de l’air et de l’espace) (2014 - 2020)
- Tuyến 9: Tới Montreuil Murs-à-Pêches (2014 - 2020)
- Tuyến 11: Tới Montreuil Hôpital rồi Rosny Bois-Perrier (2007 - 2020)
- Tuyến 12: Tới Courneuve-Six Routes (2014 - 2027)
- Tuyến 12: Tới Issy-Ville (2014 - 2027)
- Tuyến 13: Tới Stains la Cerisaie (2021 - 2027) sau đó nối với nhánh Gennevilliers của tuyến 14
- Tuyến 13: Tới Port de Gennevilliers (2014 - 2020)
- Tuyến 14: Tới Maison-Blanche, Villejuif, Rungis và có thể là Orly (2021 - 2027)

Tháng 10 năm 2006, giám đốc RATP đã trình chính phủ kế hoạch xây dựng một tuyến tàu điện ngầm chạy vòng quanh ngoại vi Paris. Dự án này sẽ tiêu tốn khoảng từ 4 đến 6 tỷ euro để xây dựng một tuyến đường bao quanh thành phố, giúp những người sinh sống ở ngoại ô có thể di chuyển dễ dàng hơn mà không phải vào trung tâm thành phố để chuyển tuyến.
Vấn đề tài chính
RATP gộp chung khoản tài chính cho Métro Paris, RER và hệ thống xe buýt. Cho đến năm 2005, số tiền chi trả trực tiếp cho toàn hệ thống là 1,9 tỷ euro. Trong số này STIF được cung cấp 1,2 tỷ euro, 680 triệu trong số đó được dùng để thiết lập cân bằng tài chính cho công ty vốn đang phải chi trả khoản lương hưu khổng lồ 467 triệu euro và đang chịu khoản nợ 4 tỷ euro. Số tiền đầu tư này được phân chia theo tỷ lệ 50% do chính quyền Île-de-France chi trả, 30% do chính phủ Pháp chi trả và 20% còn lại do RATP chịu trách nhiệm. Trong tài khoá 2000-2006, chính quyền Île-de-France và chính phủ Pháp dự định dành khoảng 800 triệu euro để mở rộng hệ thống, chỉ hơn một nửa so với 1,4 tỷ euro chi trả cho hệ thống tàu điện với cùng tài khoá.

## Các đoàn tàu

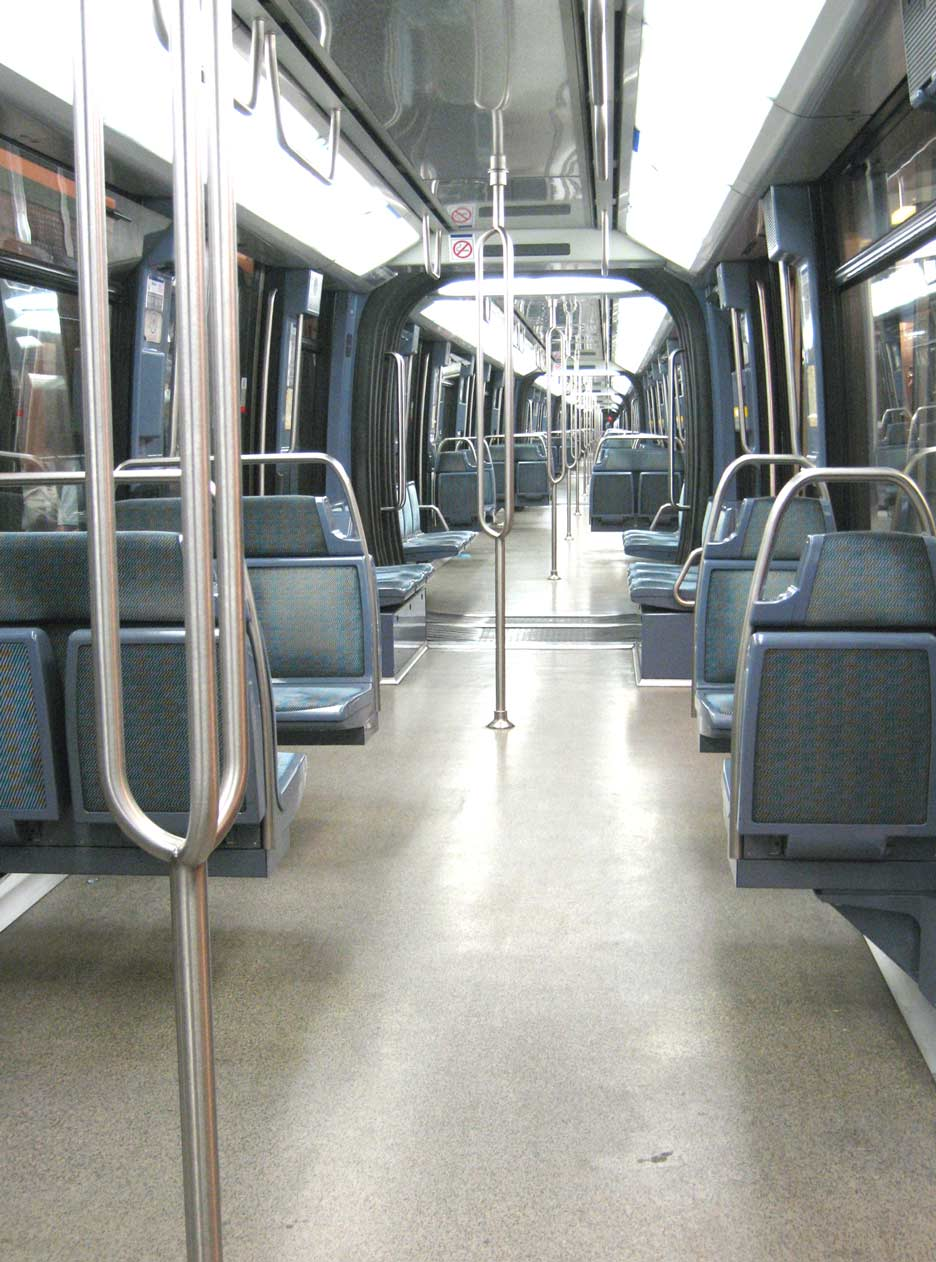
MP 89 cho phép đi lại giữa các toa

Thời kỳ đầu, các đoàn tàu của Métro Paris được thiết kế dựa trên các tàu điện có sẵn thời bấy giờ: Các khoang hành khách ngắn làm bằng gỗ, thiết kế nhẹ và dùng bánh xe có trục. Từ năm 1908 các đoàn tàu này dần được thay thế bằng tàu điện ngầm thế hệ đầu tiên, Sprague-Thomson, với các tính năng kỹ thuật thích hợp hơn cho tàu điện ngầm, như các khoang hành khách dài làm bằng kim loại, các động cơ có công suất lớn và hệ thống liên lạc từ xa. Do thiếu kinh phí, thế hệ đầu tiên này hoạt động cho đến tận thập niên 1970 mới bắt đầu được thay thế. Năm 1998 đánh dấu lần đầu tiên Métro Paris xuất hiện các đoàn tàu không người lái.
Các đoàn tàu đầu tiên

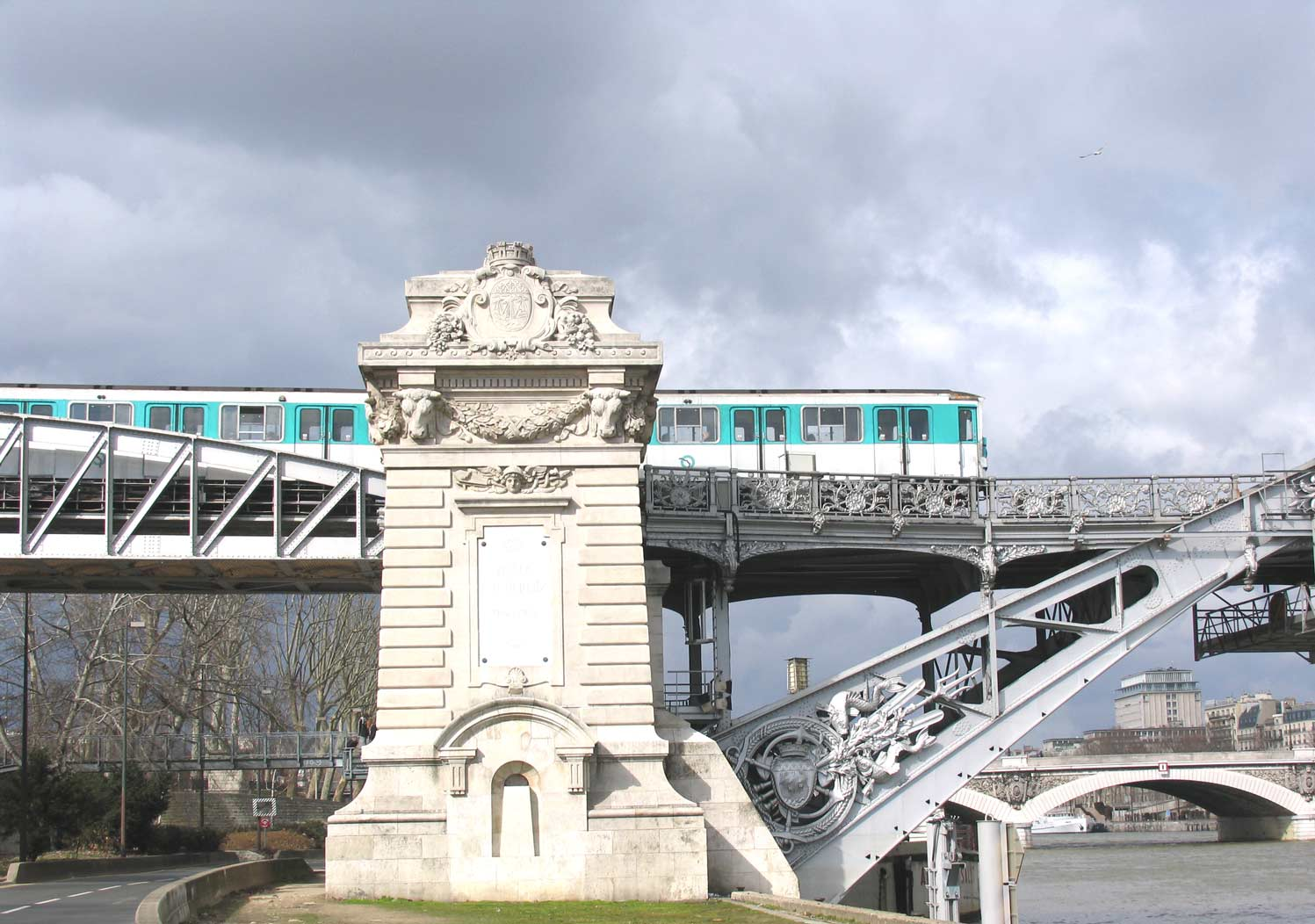
MF 67 trên cầu cạn Austerlitz

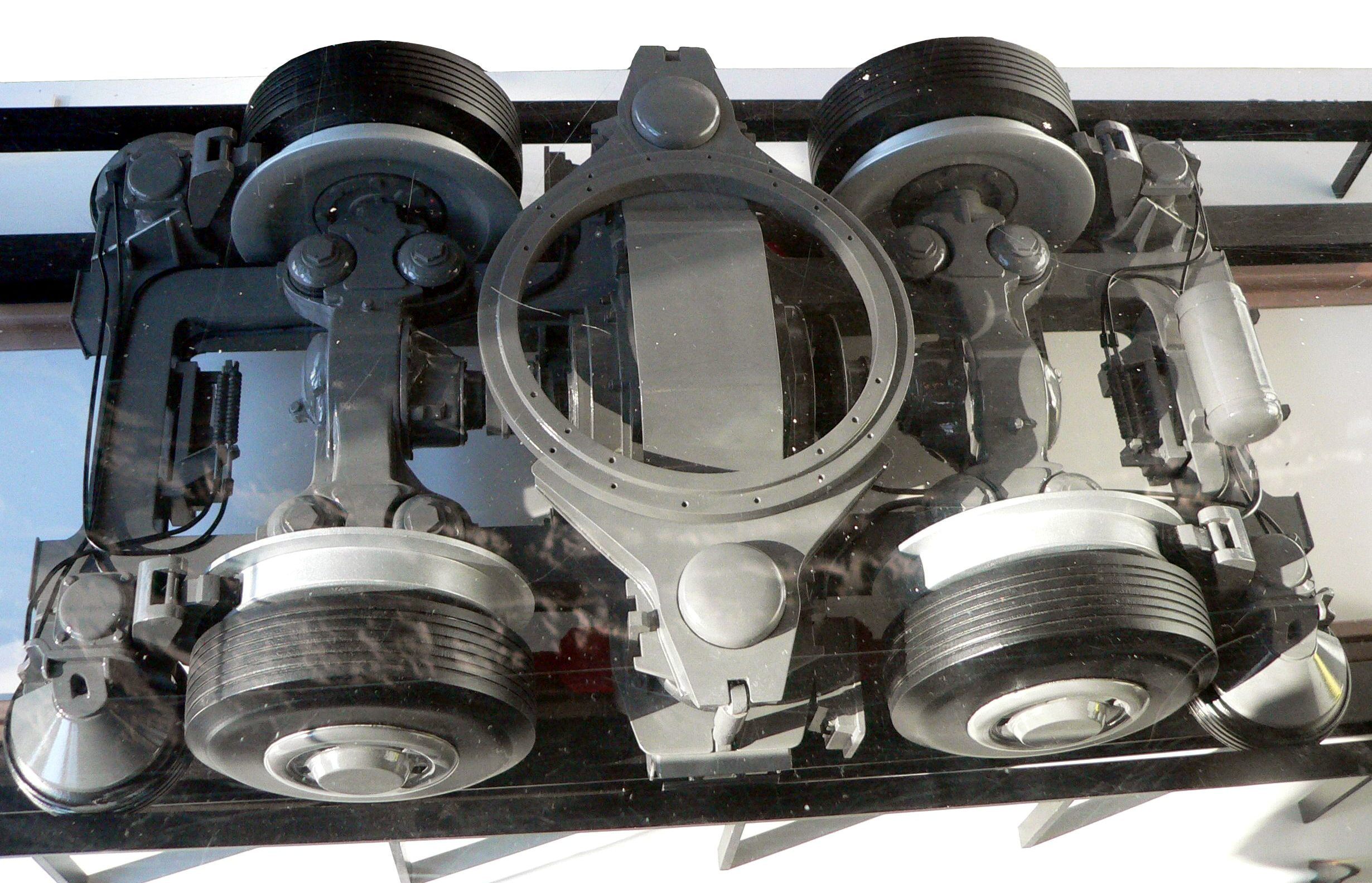
Hệ thống bánh hơi của MP 89

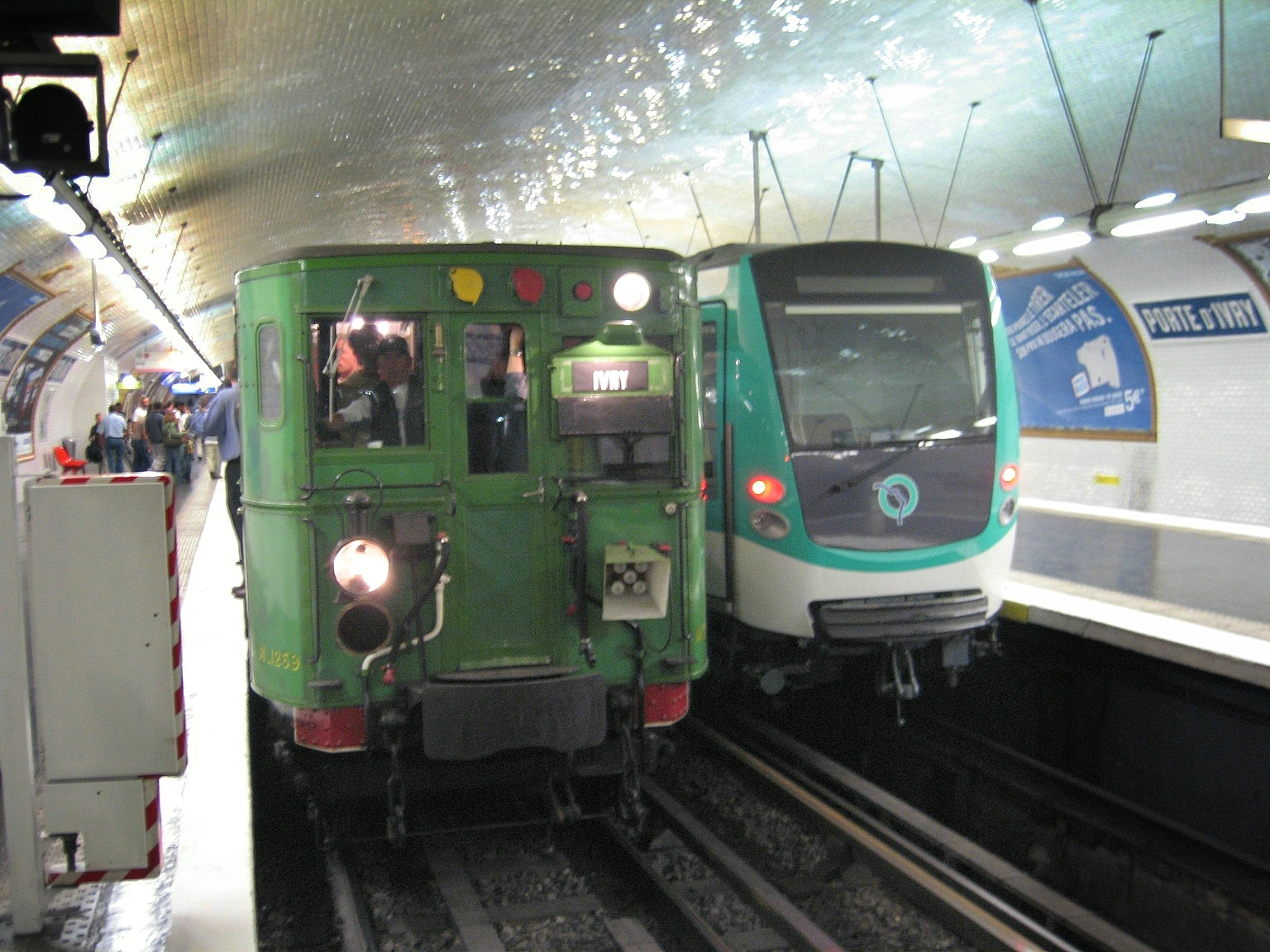
Sprague-Thomson bên cạnh MF 2000, bến Porte d'Ivry

Các đoàn tàu đầu tiên (loại 100) được thiết kế dựa trên các tàu điện chạy nổi bao gồm các toa ngắn 9 m sản xuất tại Decauville, các khoang được làm bằng gỗ có gắn 2 trục bánh xe. Một trong hai khoang kéo được trang bị 2 động cơ 125 sức ngựa. Tai nạn tại bến Couronnes năm 1903 đã dẫn đến việc rút các đoàn tàu loại này khỏi hoạt động.
Thế hệ Sprague-Thomson
Từ năm 1908 bắt đầu xuất hiện thế hệ tàu Sprague-Thomson, loại 500-600 rồi sau đó là 800-1000. Loại 800-1000 được sử dụng cho đến tận năm 1983. Thế hệ tàu điện ngầm thực sự đầu tiên này bao gồm các toa dài 13,60 m được trang bị đường dẫn hướng cho phép lái tàu điều khiển các toa có động cơ từ xa. Các bộ phận điện được bố trí phía dưới khoang tàu còn buồng lái được hạn chế nhỏ nhất có thể. Mỗi khoang có động cơ bao gồm 4 mô tơ 175 sức ngựa. Các khoang hạng nhất được sơn đỏ, khoang hạng 2 sơn xanh lục hoặc ghi.
Tàu điện ngầm bánh hơi
Sau Chiến tranh thế giới thứ hai, Métro Paris phải đối mặt với lượng hành khách gia tăng nhanh chóng. Để đáp ứng lượng khách này RATP đã dùng giải pháp tàu điện ngầm bánh hơi. Mẫu MP 51 được thử nghiệm trong khoảng thời gian từ 1950 đến 1954 với kết quả khả quan đã dẫn tới việc trang bị hàng loạt mẫu MP 55 cho tuyến 11 kể từ năm 1956. Trong các năm sau đó những tuyến có lưu lượng hành khách lớn như tuyến 1, tuyến 4 được trang bị mẫu tàu bánh hơi MP 59, tuyến 6 (chạy nổi trên cao) cũng được trang bị mẫu MP 73 để giảm thiểu tiếng ồn.
MF 67
Việc trang bị tàu điện ngầm bánh hơi cho các tuyến khác không thể thực hiện vì giá thành cao và thời gian chuyển đổi dài. Để đáp ứng nhu cầu hiện đại hoá, RATP quay lại với tàu đường sắt bằng thế hệ MF 67. Từ năm 1967, thế hệ này bắt đầu được trang bị cho các tuyến 3, 7, 9, 10 và 13. Ban đầu các đoàn tàu được sơn xanh thẫm cho hạng hai và màu vàng cho hạng nhất, sau đó được chuyển thành xanh lam với một dải trắng trong thập niên 1980 rồi tới màu trắng với một dải xanh thẫm vào cuối thập niên 1990. Vì vậy đôi khi chúng được gọi là các tàu điện ngầm xanh (métro bleu).
MF 77
MF 77 được sản xuất để trang bị cho các tuyến dài kéo ra ngoại thành, bởi vậy được trang bị động cơ có công suất lớn hơn để đạt được vận tốc cao, 1500 kW cho tàu 5 toa. MF 77 được gọi là tàu điện ngầm trắng (métro blanc) vì được sơn trắng và được tạo dáng khá đẹp để tận dụng tối đa không gian cho việc tăng sức chứa. Ngày nay, MF 77 hoạt động trên tuyến 7, 8 và 13.
BOA và MP 89
Năm 1985, RATP bắt đầu cho vận hành thử mẫu BOA. Mẫu này cho phép hành khách đi lại giữa các khoang riêng rẽ. Hệ thống bánh xe sử dụng các trục dẫn hướng thay thế cho giá chuyển hướng để giảm thiểu tiếng ồn và tác hại với đường ray tại những đoạn cua gấp.
BOA được tiếp nối bằng thế hệ MP 89. Loại tàu ngắn của MP 89 bao gồm 9 đoàn tàu 3 toa, triển khai trên tuyến 7bis từ năm 1993. Thử nghiệm này bị coi là không thành công vì việc sử dụng các trục dẫn hướng làm giá thành sửa chữa và bảo dưỡng nâng cao. Vì vậy năm 1997, các MP 89 bánh hơi sử dụng cho tuyến 1 và tuyến 14 đã quay lại với các giá chuyển hướng. Mỗi đoàn tàu có 6 toa với công suất 2000 kW.
MF 2000
MF 2000 là các tàu đường sắt thay thế MF 67 trên các tuyến 2, 5 và 9 kể từ năm 2007. Các khoang tàu của MF 2000 có bố trí quạt làm mát và được cách âm. Mỗi đoàn tàu có 3 khoang động cơ với công suất 1800 kW kéo theo 2 khoang không có động cơ. Đây là sản phẩm hợp tác của 2 công ty chế tạo xe lửa hàng đầu là Bombardier và Alstom.

## Vấn đề an toàn

### Hệ thống tín hiệu
Trên các tuyến mà các đoàn tàu vẫn do người lái hoặc hoạt động ở chế độ bán tự động, đường ray được chia thành các đoạn (tronçon) tương đối ngắn có trang bị hệ thống đèn tín hiệu. Khi đèn tín hiệu chuyển sang đỏ thì người lái không được phép cho tàu vượt qua. Thông thường có ít nhất 2 đèn đỏ giữa 2 đoàn tàu liên tiếp, có nghĩa là luôn luôn có một tronçon ngăn cách giữa hai đoàn tàu. Tuy vậy để tăng lưu lượng cho các tuyến thì một đoàn tàu vẫn được phép vào điểm dừng khi đèn chuyển sang màu vàng nếu như đoàn tàu trước đó (vẫn ở trong tronçon) đã rời khỏi ga được khoảng 10 m.
Từ thập niên 1970, việc điều chỉnh các đoàn tàu trong điều kiện bình thường đã được tự động hoá trên hầu hết mạng lưới, trừ các tuyến nhỏ như 10, 3bis và 7bis. Một máy tính đặt tại đầu tàu sẽ xác định vận tốc và thời gian cần thiết dựa vào hệ thống tín hiệu đặt trên đường ray, dựa vào các yếu tố tính toán được, máy tính sẽ điều chỉnh phanh hoặc gia tốc cho tàu. Giai đoạn tàu dừng tại các bến cũng được tự động hoá với sai số không được quá 50 cm.
Tại ga, máy tính trung tâm của tuyến sẽ tự động cung cấp cho người lái thời gian xuất phát và vị trí của các đoàn tàu khác trên cùng tuyến. Người lái sẽ sử dụng thông tin này để khởi động và điều khiển các đoàn tàu. Họ cũng có thể chuyển chế độ điều khiển sang lái tay hoàn toàn trong trường hợp hệ thống thông tin gặp sự cố. Thông thường trong một ngày người lái tàu sẽ phải thực hiện một chuyến tự lái hoàn toàn để thường xuyên giữ được khả năng tự lái khi có sự cố. Chuyến tự lái này thường diễn ra vào các giờ vắng khách vào đầu buổi chiều. Quy định này được đặt ra sau vụ trật đường ray tại bến Notre-Dame de Lorette.
Tại tuyến 14, các tàu chạy hoàn toàn tự động không có người lái, vì vậy hệ thống đèn tín hiệu không giống với các tuyến khác của Métro Paris. Trên tuyến 14 chỉ có các đèn tím báo dừng, các đoạn ngăn cách cũng là không cần thiết khi toàn tuyến đã được tự động hoá. Dự kiến đến năm 2010 tuyến 1 cũng sẽ được chuyển sang tự động tương tự tuyến 14.

### Bảo dưỡng
Do mật độ qua lại lớn, việc bảo dưỡng các tuyến đường chỉ có thể diễn ra vào buổi đêm khi Métro Paris ngừng hoạt động. Việc bảo dưỡng thông thường gồm mài thẳng lại đường ray, thay thế các bộ phận hư hỏng, dùng máy hút bụi chuyên dụng để quét dọn. Ngoài ra cũng có những cuộc bảo dưỡng lớn định kỳ như thay mới đường sắt, tu sửa các bến, tu bổ các đường hầm. Các tàu bảo dưỡng xuất phát từ bến Villette, đây thường là các tàu thế hệ cũ Sprague đã qua chuyển đổi. Hai vấn đề lớn nhất đối với hệ thống là sự hư hại của các đường ngầm có tuổi thọ hơn 100 năm và sự đe doạ của các mạch nước ngầm dễ gây ngập các đường hầm, thông thường người ta phải bố trí hàng trăm máy bơm để thường xuyên bơm nước thẩm thấu ra khỏi đường hầm.
Mỗi tuyến trên mạng lưới Métro Paris đều có rất nhiều nhà để xe ngầm để chứa các đoàn tàu và ở đầu các tuyến là những nhà kho lớn chuyên dụng cho việc sửa chữa và kiểm tra các đoàn tàu. Ví dụ xưởng Fontenay nằm ở ngoại ô Fontenay-sous-Bois đảm nhận việc sửa chữa tàu tuyến 1 và kiểm tra các tàu bánh hơi MP59, MP73 và MP89 hay xưởng Saint-Ouen đảm nhận việc kiểm tra các tàu MF77.

### Các tai nạn
Trong lịch sử hơn 100 năm hoạt động, Métro Paris gặp rất ít tai nạn nghiêm trọng, các tai nạn gây thiệt hại lớn thường xảy ra vào những năm đầu sau khi hệ thống thành lập khi các yếu tố kỹ thuật và an toàn còn chưa hoàn thiện. Vụ tai nạn đầu tiên, cũng là vụ thảm khốc nhất trong lịch sử Métro Paris vào ngày 10 tháng 8 năm 1903, 84 người chết vì ngạt thở sau vụ cháy xảy ra tại bến Couronnes. Nguyên nhân là do tàu không có lối thoát hiểm và cũng không có đường điện phụ để chạy trong khi vụ cháy đang xảy ra. Gần đây nhất, ngày 29 tháng 7 năm 2007, hệ thống treo của một toa trên đoàn tàu của tuyến 13 bị bắt cháy khi đang chạy giữa Invalides và Varenne, 15 người bị ngộ độc khói.
| Thời gian            | Nguyên nhân                                                                | Thương vong                  |
| -------------------- | -------------------------------------------------------------------------- | ---------------------------- |
| 10 tháng 8 năm 1903  | Cháy xảy ra tại bến Couronnes                                              | 84 người thiệt mạng          |
| 23 tháng 4 năm 1930  | Va chạm tại bến Porte de Versailles                                        | 2 người thiệt mạng           |
| 10 tháng 1 năm 1963  | Va chạm tại bến Porte de Versailles                                        | 40 người bị thương           |
| 30 tháng 10 năm 1973 | Tàu trật đường ray tại Louis Blanc                                         | 19 người bị thương           |
| 25 tháng 11 năm 1976 | Va chạm tại bến Opéra                                                      | 33 người bị thương           |
| 6 tháng 2 năm 1981   | Va chạm tại bến Nation                                                     | một lái tàu thiệt mạng       |
| 18 tháng 11 năm 1996 | Tàu trật đường ray tại Charles de Gaulle - Étoile                          | 2 người bị thương            |
| 30 tháng 8 năm 2000  | Tàu trật đường ray tại Notre-Dame de Lorette                               | 24 người bị thương           |
| 6 tháng 8 năm 2005   | Cháy tại bến Simplon                                                       | 19 người bị ngộ độc khói nhẹ |
| 29 tháng 7 năm 2007  | Hệ thống treo của một toa bắt cháy khi đang chạy giữa Invalides và Varenne | 15 người bị ngộ độc khói     |

Hệ thống Métro Paris còn là nơi xảy ra nhiều vụ tự tử. Theo thống kê của toà thị chính Paris thì trung bình một tuần có tới 2 vụ tự tử trên hệ thống tàu điện ngầm, cứ 2 trục trặc của hệ thống (dừng tàu, chậm chuyến) thì có 1 là do người không phận sự xuất hiện trên đường ray. Vấn đề này đã buộc RATP phải xúc tiến lắp đặt hệ thống cửa tự động (hiện mới có trên tuyến 14) để ngăn chặn việc hành khách có thể xuống thẳng đường ray.

## Thông tin khác

### Giờ tàu và tần suất

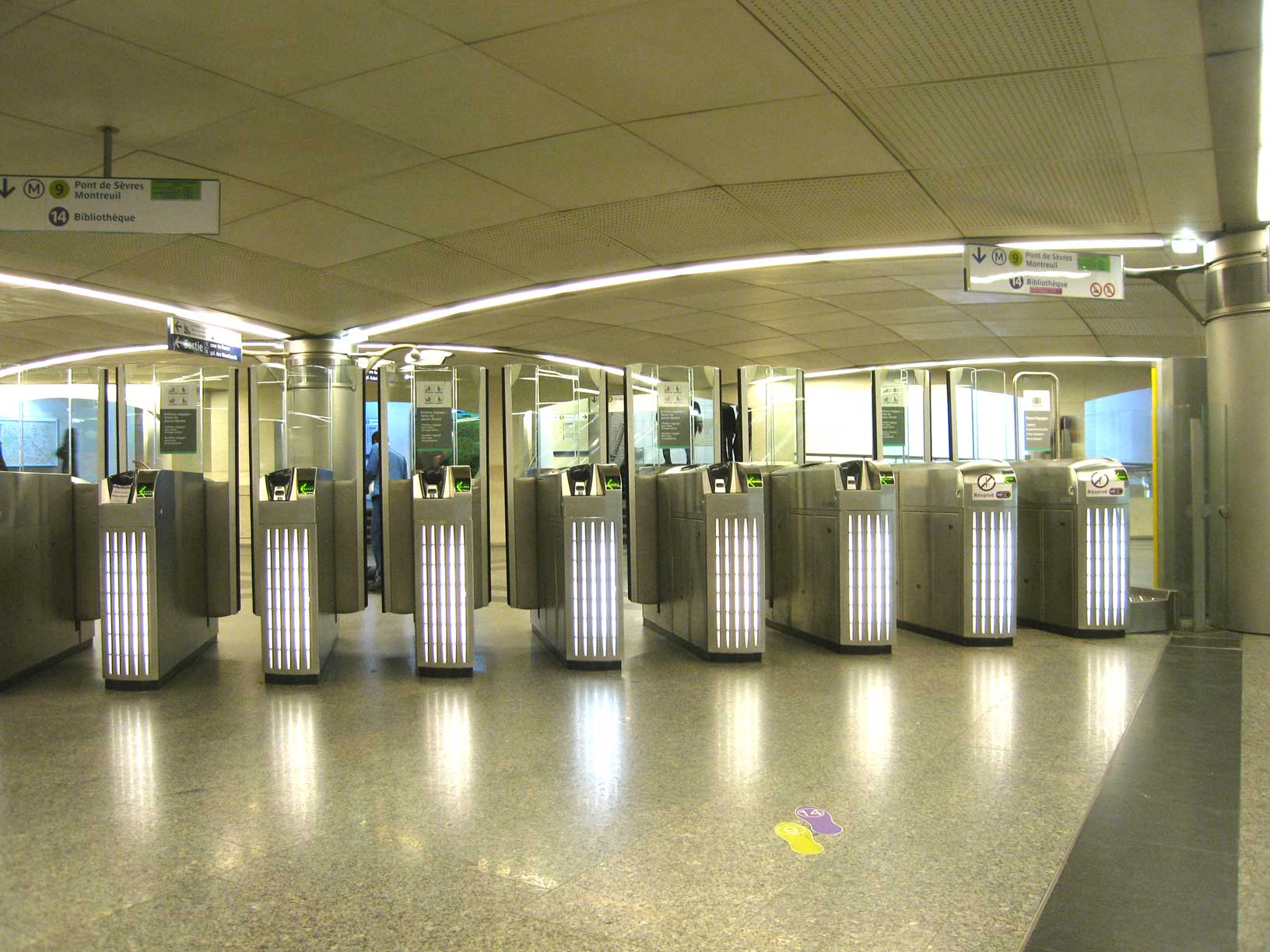
Cửa vào với các biển chỉ dẫn ở bến Saint Lazare

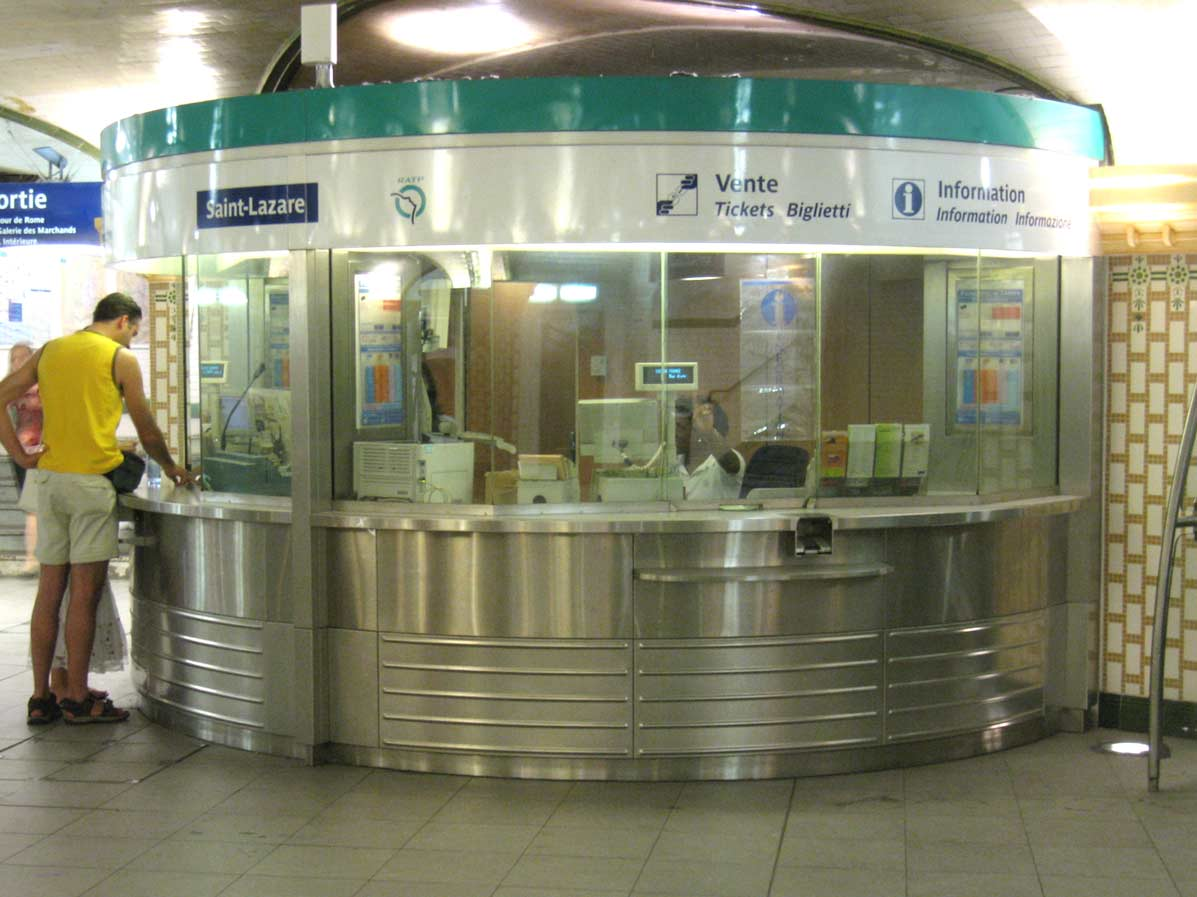
Quầy bán vé

Métro Paris hoạt động từ 5 giờ sáng đến 1 giờ sáng vào tất cả các ngày trong năm. Từ ngày 23 tháng 12 năm 2006, Métro Paris kéo dài giờ hoạt động đến 2 giờ 15 phút sáng các ngày thứ 7 và đêm hôm trước các ngày lễ lớn. Từ ngày 7 tháng 12 năm 2007, việc kéo dài giờ hoạt động này áp dụng cho cả thứ 6.
Thông thường vào giờ cao điểm cứ 2 phút lại có một chuyến tàu, và riêng các tuyến đông hành khách như 1 và 4 thì thời gian này chỉ là 1 phút 30 giây. Vào các giờ thấp điểm tần suất là 4 phút một chuyến và 8 phút một chuyến cho các buổi tối. Trong một số dịp đặc biệt như năm mới, lễ hội âm nhạc, các tuyến 1, 2, 3, 6, 9 và 14 sẽ hoạt động suốt đêm nhưng chỉ dừng ở một số bến.

### Vé tàu
Hệ thống Métro Paris tồn tại rất nhiều loại vé tàu khác nhau để phục vụ nhu cầu đa dạng của người dân Paris. Được dùng chung với các hệ thống khác như RER, buýt, tàu điện..., giá vé phụ thuộc và vùng (zone) đi lại. Vùng 1 là nội ô thành phố, sau đó các vùng 2 đến 5 là các vành tròn lớn dần, bao phủ toàn bộ Île-de-France.
Loại vé ticket T+ (1,70 € cho vé đơn hoặc 12,70 € cho tập 10 vé)  cho phép đi một chuyến trong thời gian tối đa 1 tiếng 30 phút trên tàu điện ngầm, RER, bus, tàu điện hoặc thang máy đồi Montmartre. Loại vé giảm giá cho phép đi lại không hạn chế trên tất cả phương tiện công cộng (trừ RER chỉ được đi trong Paris) là vé Mobilis (6,4 €, có giá trị trong một ngày) , Carte orange (16,30 € cho một tuần, 53,50 € cho một tháng), Carte Intégrale (49,10 € × 11 tháng cho cả năm), Carte Imagine'R cho sinh viên và học sinh (30,90 € cho 1 tháng, chỉ tính 9 tháng của năm học). Giá vé trên đều tính cho vùng 1-2, với các vùng xa hơn giá vé còn cao hơn nhiều. Ngoài ra người dưới 25 tuổi còn có loại vé giảm giá Ticket Jeunes (3,20€ cho vùng 1-2) cho phép đi lại không hạn chế trong vòng một ngày thứ bảy, chủ nhật hoặc ngày lễ. Khách du lịch đến Paris cũng có các loại vé riêng gộp chung cả phí tham quan.
Métro Paris miễn phí đối với trẻ em dưới 4 tuổi và áp dụng nửa giá vé với trẻ em dưới 10 tuổi. Người già và các gia đình đông người cũng được giảm giá khi mua vé tàu. Các đối tượng hưởng chính sách xã hội như người hưởng trợ cấp tối thiểu, người hưởng trợ giúp y tế của Nhà nước được đi lại miễn phí trong vùng Île-de-France. Các loại vé này có thể mua ở quầy vé đặt tại các bến tàu hoặc mua tại các máy tự động. Các loại vé giảm giá cho một tuần trở lên yêu cầu phải có ảnh căn cước.
Để vào kè chờ tàu hành khách phải cho vé vào máy gắn với cửa quay, chỉ khi vé còn giá trị cửa quay mới mở để cho hành khách đi qua. Đôi khi cũng có các đội kiểm tra vé (contrôleur) đi dọc các đoàn tàu hoặc đứng sau cửa quay để soát vé theo kiểu cũ. Những người vi phạm (trốn vé, sử dụng vé hết hạn, mượn vé, mua không đúng loại vé...) nếu bị phát hiện đều bị phạt nặng, gấp nhiều lần giá trị của vé.

### Hệ thống chỉ dẫn
Mỗi tuyến được ký hiệu bằng số và các bến cuối. Các ga lớn và bến nhỏ đều có hệ thống bảng chỉ dẫn cặn kẽ cho hành khách đến tận khi họ đã tới kè đợi tàu. Trên kè đợi tàu, tên của bến được ghi bằng chữ lớn trên vách kè, còn số hiệu của tuyến và hướng được ghi trên các bảng nhỏ thường đặt ở giữa kè. Hầu hết các tuyến của Métro Paris đều trang bị hệ thống bảng điện tử ghi thời gian đợi 2 chuyến tàu kế tiếp. Hệ thống bản đồ toàn tuyến cũng được gắn ở tất cả các bến và gắn trên các đoàn tàu.
Trên các toa tàu đều có gắn số hiệu và sơ đồ tuyến. Trên các tuyến 1, 3, 13 và 14, tên của bến dừng kế tiếp sẽ được thông báo qua hệ thống loa của tàu.

## Métro và Paris

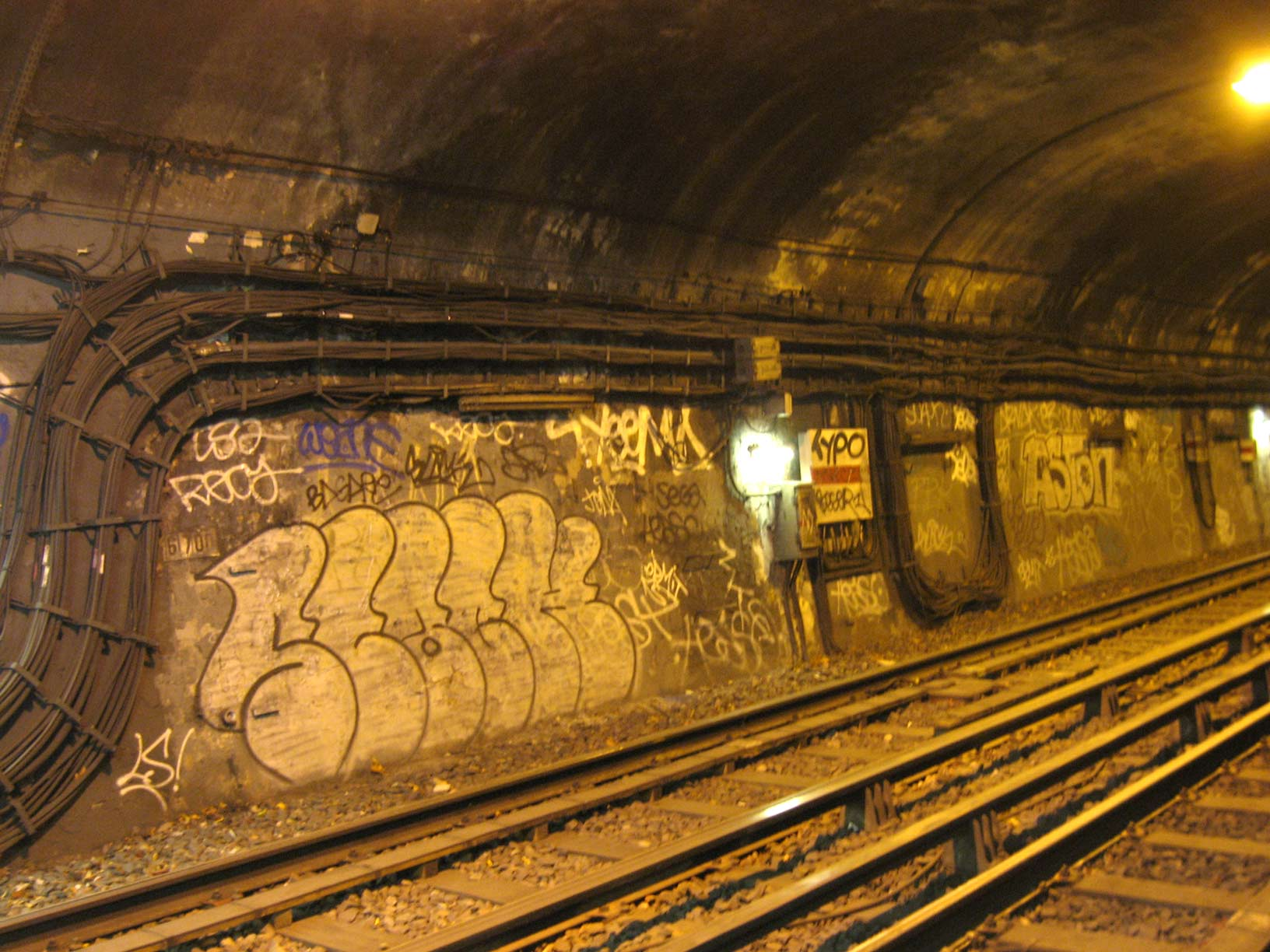
Các hình vẽ trên tường hầm của tuyến 2

Mỗi ngày trong tổng số 25 triệu lượt người tham gia lưu thông của thành phố Paris có 18% sử dụng Métro Paris (4,5 triệu lượt), chỉ lớn hơn một chút so với hệ thống xe buýt (16%), RER và Transilien (15%). Tuy vậy với 2 triệu người dân nội thành Paris thì tàu điện ngầm có vai trò quan trọng hơn, Métro Paris chiếm tới gần 50% tổng lưu lượng mỗi ngày (kể cả 1,5 triệu lượt người dùng RER nội thành), xếp trên các phương tiện cá nhân (26%) và xe buýt (17%). Trong 10 năm trở lại đây lưu lượng sử dụng Métro Paris tăng khá nhanh, 30% cho 10 năm, từ mức 1,03 tỷ lượt năm 1995 lên 1,37 tỷ lượt năm 2005.
Tuy có lượng người sử dụng lớn, hệ thống tàu điện ngầm Paris cũng có nhiều điểm yếu so với các loại hình giao thông công cộng khác. Nhiều ga lớn và bến đợi của hệ thống do được xây dựng từ lâu nên bắt đầu rơi vào tình trạng cũ nát, kém vệ sinh. Các toa tàu không được trang bị quạt thông gió hoặc điều hòa trở nên ngột ngạt và oi bức vào những giờ cao điểm của mùa hè. Trên các bến đợi và trên tàu phổ biến tình trạng móc túi, trấn lột, ăn xin và người vô gia cư. Chỉ riêng năm 2005 đã có 900 vụ trấn lột được ghi nhận trên các tuyến tàu điện ngầm và hai tuyến RER A, B. Tình trạng đi lậu vé theo RATP chiếm khoảng 7% số hành khách trên hệ thống vào năm 1991 và giảm còn 4% năm 2005. Đây là kết quả của các kế hoạch vận động ý thức người dân của RATP cũng như quá trình tăng cường đội ngũ soát vé trực tiếp và các hệ thống cửa quay cho các bến tàu. Một nhược điểm lớn của Métro Paris là các cuộc đình công vốn xảy ra ngày càng thường xuyên trong suốt năm. Hiện nay tuy các cuộc đình công quy mô lớn trên toàn tuyến ít khi xảy ra nhưng các cuộc đình công nhỏ lẻ của lái tàu, soát vé vẫn thường xuyên diễn ra với yêu cầu chủ yếu là cải thiện điều kiện làm việc và tăng lương. Hoạt động của các động cơ và hệ thống phanh cũng gây nên tình trạng ô nhiễm không khí trong mạng lưới tàu điện ngầm.

## Métro trong văn hoá

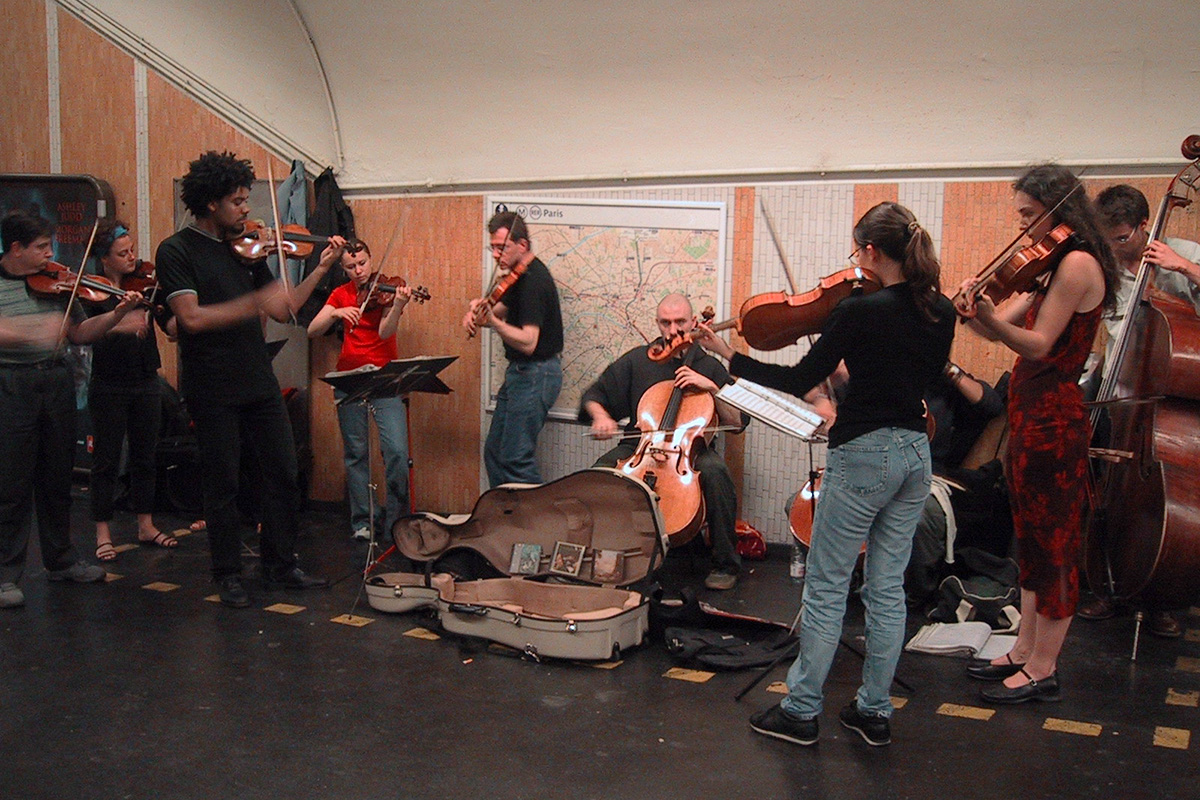
Ban nhạc biểu diễn trong Métro Paris

Trở thành một phần không thể thiếu trong cuộc sống người dân Paris hơn một thế kỷ qua, Métro Paris đã xuất hiện trong nhiều bộ phim, tiểu thuyết và các bài hát.
Điện ảnh
Có một số bộ phim đã lấy hệ thống Métro Paris làm chủ đề chính, có thể kể tới Les Portes de la nuit (Marcel Carné, 1946), Subway (Luc Besson, 1985), Peur sur la ville (Henri Verneuil, 1975) hay La Grosse Caisse (Alex Joffé, 1965). Ngoài ra còn có các bộ phim dùng Métro Paris trong nhiều bối cảnh phim như Le Samouraï (Jean-Pierre Melville, 1967), Mauvais sang (Léos Carax, 1986) hay L'Ami américain (Wim Wenders, 1977).
Có một bến đặc biệt của hệ thống Métro Paris được RATP thiết kế chuyên để làm bối cảnh phim, đó là bến Porte des Lilas - Cinéma. Bến này nằm trên đoạn nối giữa tuyến 3bis và 7bis, nó không mở cửa cho khách bình thường và được dùng để làm bối cảnh cho các bến đỗ thật của Métro Paris vốn luôn đông đúc. Các bộ phim đã quay ở Porte des Lilas có thể kể tới Le fabuleux destin d'Amélie Poulain, Une époque formidable, Les Rois mages hay Paris, je t'aime.
Văn học
Bối cảnh hệ thống tàu điện ngầm đã xuất hiện trong nhiều tác phẩm như Le tout sur le tout của Henri Calet, Les faux frères của Paul Guimard và nhiều tác phẩm khác của Louis Aragon, Jean Cocteau, Jacques Prévert, Robert Desnos, Léon-Paul Fargue. Trong loạt truyện Fantômas, Marcel Allain đã từng sử dụng Métro Paris cho tập Fantômas vole des blondes.
Âm nhạc
Một số nhạc sĩ đã lấy cảm hứng từ Métro Paris để sáng tác các bài hát, có thể kể tới Le Poinçonneur des Lilas của Serge Gainsbourg, Le métro của Léo Ferré, Métro của Yves Montand, Y'a D'la Joie của Charles Trenet hay Le Métro de Paris của Édith Piaf.
Con thỏ hồng của Métro Paris
Con thỏ hồng của Métro Paris (lapin du métro parisien) là một hình vẽ xuất hiện trên các thông báo dính ở cửa ra vào của các đoàn tàu thuộc hệ thống, đây là những thông báo về an toàn khi đóng mở cửa. Hình vẽ này sau đó đã trở thành một hình tượng văn hoá phổ biến, đặc trưng cho hệ thống Métro Paris và được sử dụng lại ở một số hệ thống tàu điện ngầm khác.